# ふしぎの海のナディア
『ふしぎの海のナディア』（ふしぎのうみのナディア、英語: Nadia, The Secret of Blue Water ）は、日本放送協会（NHK）で1990年4月13日から1991年4月12日にかけて、毎週金曜（湾岸戦争の臨時ニュースなどで放送休止あり）19:30 - 20:00（JST）に放送されたテレビアニメ。全39話。
ジュール・ヴェルヌによるSF小説『海底二万里』および『神秘の島』を原案とし、総監督は庵野秀明、キャラクターデザインを貞本義行が務めた。また、オープニング画面のタイトル題字は書家・榊莫山の揮毫によるものであり、「海」は篆書体で揮毫されている。

## 概要
本作品のベースとなったのは、1980年代初頭に宮崎駿がNHKでのTVシリーズ作品として準備した『未来少年コナン2』という位置付けの『海底世界一周』という企画である。だがこの企画は当初実現せず、宮崎は後に本企画をスタジオジブリのアニメ映画『天空の城ラピュタ』に転用して作品化した。
一方、元の企画そのものはNHKと東宝に残され、1980年代後半にこの『海底世界一周』を元にした企画案をNHKのプロデューサーがガイナックスに持ち込む。ガイナックス側スタッフはNHKからの企画案をベースに様々なアイディアを追加していき、その結果、本作品が生まれることとなった。謎の青い石や超古代文明の設定、第1話のナディアが追われるシーンなど本作が『ラピュタ』に類似したストーリー展開を持つのはこのためである。
制作はNHKと東宝、アニメの制作元請けはグループ・タック。実質的なアニメ制作を行ったガイナックスは孫請けである。後に、テレビ放送のダイジェストに新作部分を加えた劇場用アニメーション映画も製作された。その他、小説、CD・LD・VCD・DVD（おまけ劇場）、ゲームなどにメディア展開した。
作品の中では、旧約聖書の創世記などの神話、アトランティスなどの伝説、古代宇宙飛行士説、過去の歴史やSF、マンガ、特撮・映画、アニメのパロディを多数取り入れている。また声優陣に関しては、声の質以外にも、キャラクターと風貌が似ていることも選ばれた理由という。
次回予告は、視聴者から送られてきたイラスト（ハガキ）をバックにナディアらが次週エピソードの紹介をするというもの。イラストやハガキは国内はもとより海外からも届き、最終回のこの枠で行われたナディアからのお別れの挨拶で、10万2318通に達したと説明されている。画面には投稿者の住所氏名が写っているため、個人情報配慮の都合上、再放送や映像ソフトなどではカットされる場合がある。現在、予告編が収録されているのはLD-BOXのみである。Dアニメストアによるオンデマンド配信版ではLD版がそのままカットされず配信されている。
LD-BOX制作時には総監督の庵野が監修し、いくつかの場面では修正したものが使われており、TV本放送時の映像と完全に同一ではない。DVD-BOX制作時に再マスターを起こすことが検討されたが、アニメスタッフ側の強い要望で「LD-BOX用マスターこそがオリジナル原版である」と確認されたため、DVD-BOX版もLD-BOX版と同一のマスターが使用されている。
Blu-ray BOX版ではオリジナルの35ミリフィルムからテレシネ化を行い、HD 1080p素材のマスターを新たに起こしている。ただしオリジナルフィルムが現存しなかった部分はDVD版で使用したSD解像度（約34万画素）のマスターを画素変換により約210万画素にアップコンバートしているため、画質がやや劣っている。
2015年6月現在、NHKオンラインが開設されているNHKのアニメ作品としては最も古い作品であり（ただし本放送時に開設されたわけではない）、NHKオンデマンドで配信されている作品としても同様である。1990年代以前に制作されたNHKのアニメ作品では、唯一全放送回がNHKオンデマンドで配信されている。
再放送はBS2で1994年と1997年に、NHK教育で2004年と2012年に放映された。2012年放送時はデジタルリマスターが施された。
2022年8月2日には北米でオリジナルの35ミリフィルムを基に起こされた4Kレストア版がアメリカの映画配給会社GKIDSから発売された。

## あらすじ

### 序章
収録話：第1話 - 第11話
西暦1889年、世界中の海で謎の怪獣による船舶遭難事故が相次いで起こった。その事件によって父親が行方不明になった発明好きの少年ジャン・ロック・ラルティーグは、飛行機コンテストに参加するため、パリ万国博覧会にやってきた。セーヌ川の岸辺で叔父と共にコンテストに向けて機体を整備していた時、上の道を自転車で走り去る少女、ナディアを見かけ一目惚れする。ジャンは後を追って行きエッフェル塔の展望台で友達になろうとするが、そこにナディアの持つ宝石・ブルーウォーターを狙うグランディス一味が現れる。その場から逃げ去ったナディアだが、その身のこなしとライオンのキングの存在で行き場所はサーカスと察したグランディス一味によって連れ去られかける。だが同じくナディアの公演を目当てにサーカスを見に来ていたジャンによって助けられジャンの家で夜を明かす。そこに再び万能戦車グラタンに乗ったグランディス一味が現れジャンが発明した飛行機に乗って逃げることにする。
そのままナディアの生まれ故郷と思われるアフリカまで行こうとするが途中で故障し漂流することになり、アメリカの戦艦に助けられる。追いすがってきたグラタンは戦艦に撃破されるが、今度は戦艦が謎の怪獣に襲われジャンたちは再び漂流することに。再び漂流したジャンとナディアは謎の人物ネモ船長が指揮する万能潜水艦ノーチラス号に救助され、飛行機を直してもらいフランスに帰ることにするが、途中ある島に近づいた際に攻撃されて不時着する。
その島はガーゴイルを首領とする秘密組織ネオ・アトランティスに占領されており、グランディス一味も漂着していた。マリーと出会い、グランディス一味とも協力しグラタンで島を脱出したナディアたちはネモ船長の判断で再びノーチラス号に救出され見習いの乗組員となり、次第にネモとガーゴイルの戦いに巻き込まれていく。

### 第一部：ノーチラス号編
収録話：第12話 - 第22話
ノーチラス号の窮地を救ったグラタンの活躍が認められ、グランディスたちは見習い乗組員として採用されることになる。
そんな中、ネオ・アトランティスの大型潜水艦ガーフィッシュの集中攻撃を受けたノーチラス号だが、逆にガーフィッシュを撃沈。ところが、空中戦艦からガーゴイルの新兵器・スーパーキャッチ光線が発射され、ノーチラス号は空中に引き揚げられてしまう。続いて放射された原子振動砲によって、船体は破壊され絶体絶命の危機に陥る。
海底へと沈んでいくノーチラス号。ネモ船長は乗組員をメインブロックに集め、戦闘ブロックを切り離した。自爆した戦闘ブロックがガーフィッシュを全滅。メインブロックのみになったノーチラス号はガーゴイルの手を逃れた。ネモ船長は、船長室にナディアたちを呼び出した。ナディアたちだけでも助けるために船長室をメインブロックから切り離す。

### 第二部：無人島編
収録話：第23話 - 第34話
ナディアたちを乗せた船長室は、ゆっくりと海中を進んでいく。何とか浸水の危機を乗り越えたナディア、ジャン、マリー、キング。船長室はとある砂浜に漂着。そこでマリーはガーゴイルのマークが入った缶詰を見つける。しかし島はもう誰も住んでいない無人島であった。しばらくして、突然近くに島が現れた。ナディアたちが渡ると、そこにはグランディス、サンソン、ハンソン、エアトンがいた。この島で暮らしているうちに、ナディアたちは島の正体は古代アトランティス人たちの宇宙船、レッドノアであることを知る。その中に眠る魂の助言を受け、一行はナディアの生まれ故郷であるアフリカのタルテソスに向かう。

### 最終部：N-ノーチラス号編
収録話：第35話 - 最終話（第39話）
突如現れたネオ・アトランティスの空中戦艦。攻撃からジャンたちを守るため、ナディアは捕らわれの身となる。だがガーゴイルは約束を破り攻撃を開始する。逃げるジャンたちは、間一髪のところを謎の小型艇に助けられる。その小型艇から現れたのは、エレクトラだった。彼女に導かれ、たどり着いた先には、赤錆びた鉄屑のような物体があった。
その中には地下トンネルを利用して無事だったネモ船長たちノーチラス号の乗組員がいた。
赤錆びた鉄屑のような物体は「第四世代型超光速恒星間航行用超弩級万能宇宙戦艦ヱクセリヲン」、通称 Ν-ノーチラス号であった。その船は旧タルテソス王国の地下に眠っていた古代アトランティス人の宇宙船である。
こうして、パリ上空でN-ノーチラス号とレッドノアの戦いが始まった。

## 登場人物

### ナディア一行
ナディア / ナディア・ラ・アルウォール
声 - 鷹森淑乃
本作の主人公。褐色の肌と藍色の髪の少女。髪型はショートボブ。1875年5月31日生まれの14歳。一人称は「あたし」。自分の出自を知らないままサーカス団に拾われ、そこで育ったため、アクロバティックな身体能力を発揮する。サーカスの看板スターであり、舞台では「ジャングルの舞姫」と紹介されていた。親と生き別れた時に預けられた宝石“ブルーウォーター”によって数奇な運命にジャンと共に巻き込まれていく。自分の生まれ故郷を見つけるのが夢。血液型A型。身長155cm。体重43kg。B/W/H：79/58/83。足のサイズ22.5cm。指輪のサイズ7号。特技は一輪車、玉乗り、水泳。他に猛獣使いや、空中ブランコといった高所での演技も披露している。
感情の起伏が激しく、わがままで意地っ張りな性格。正義感が強く、精神的にも強い。かなり嫉妬深く、時にはウブだったりする。人間に対する猜疑心が強い。ジャンとは後に夫婦となる。
普段の服装は、白いチューブブラに橙色の短いチョッキ、そして下半身は白い縁取りを施した橙の腰布と白のアンダースコートといったヘソ出しスタイルで、腰には赤茶色のサッシュ（飾り帯）を巻いている。頭には髪留めと金のイヤリング。手首と首元にもそれぞれ、金のブレスレットとスレイブチョーカーを幾重にも付けている。靴は赤茶のバレエシューズ。これはサーカスの舞台衣装だが（加えて舞台ではティアラとバトンも所持）、ナディアはこの衣装を気に入っている。なお、TVシリーズでは与えられたノーチラス号の艦内服を裂き、へそが出るように改造していた。だが齢を重ねた後は、さすがにヘソ出しには拘らなくなった。
サーカスにいた頃に様々な動物と仲良くなったが、老いたサーカスの牛が売られていく時に死に際の声を聞いて以降、肉料理を味見することすら極端に嫌うベジタリアンとなった。生物の命を奪う者は全て悪人と信じきり、生存のための狩猟に対しても強い敵意を向ける（※キングは例外）。アイスクリームやオムレツ、山羊の乳は好むことから、徹底的なビーガンではなく、食事規制の緩い卵乳菜食ということになる。また、全ての動物に対して寛容なわけでもなく、第30話では蚊を叩く場面がある。好きな食べ物は前述の卵焼きの他、豆腐、ヒヨコマメ、海草サラダ、トマトジュース。嫌いな食べ物はタマネギ、椎茸、ピーマン、肉類。「野菜がいい」と言いながら肉の味がするポテトチップを食べるのは、庵野が「肉が嫌いだ」と言いながら「サッポロポテト・バーベQあじ」が大好きなことが元ネタになっている。結婚後もベジタリアンのままだが、家族のために肉や魚の料理を作れる。グランディス仕込みの影響か作る料理は見た目が悪く、味は不明である。
実は古代アトランティス人の純粋な血を受け継ぐタルテソス王国の王女。
動物たちと話ができると自称していたが、本当はブルーウォーターによる能力だった。
彼女が冷たい性格だったりワガママだったりするのは、恋して振られた庵野の女性観を元にしたためであり、スタッフの間でもよく嫌われていた。南の島編（南の島編・アフリカ編における作画の外注を参照）での暴走ぶりは「周りから見た庵野監督」の当時の性格をモチーフにしていた。
劇場版では17歳に成長、ロンドンで見習い新聞記者（実際は雑用係）として働いている。性格はTVシリーズよりもかなり丸くなりわがままも控えめだが、ファジィに嫉妬してジャンに詰め寄るなど、嫉妬深さは変わっていない。
クレジット上は全放送回の登場だが、第38話ではネオ・アトランティスに捕えられていたため台詞はない。
キャラクター原案の基になった人物はクレオパトラ7世。
ジャン・ロック・ラルティーグ
声 - 日髙のり子
発明好きなフランス人の少年。1875年生まれの14歳、しし座のO型。一人称は「僕」。ル・アーヴルに叔母夫婦と住んでいた。トンボ眼鏡と蝶ネクタイがトレードマーク。海で行方不明になった父（ラウル・ロック・ラルティーグ）を、自分が作った飛行機で探したいと思っている。叔父と万国博覧会に賑わうパリの都に行き、ナディアと出会ったことで物語は始まる。主要人物では唯一全放送回で台詞が存在する。
いつかナディアを自作の飛行機に乗せ、彼女の故郷であるアフリカまで連れて行くことを目標にする。自力でプロペラ式航空機を発明し、後にさらにそれを改良。最後は、パルスジェット機の模型まで開発した。性格は純粋で素直で人に好かれ易く、温厚で呑気だが、思い込んだら一直線となる猪突猛進型で、ガーゴイルも賞賛するほど勇敢。女性に対しても積極的で、一目惚れしたナディアに対し積極的にアプローチしている。母親を早くに亡くしたからかマザコンかシスコンのようで、エレクトラに懐いている。短所はメカにのめりこみすぎる点や、女心に鈍い点、音痴。ナディアやサンソンほどではないが、運動神経もそれなりに高く、第1話でナディアをグラタンから救うべく自作の飛行機で風向が変わりぶつかりそうになったとき、すぐさま足をつけて走り回避。第5話ではネオアトラン兵から逃れるために重石を持ち上げて川に飛び込んだと思わせるブラフを作ったり、「島編」では怪物から逃れるべくナディアたちと疾走したり、猛スピードで暴走するメカキングに生身の足で追いついている。アフリカ編ではナディアを救うべくハマハマと互角の俊足で駆けつけるなど、健脚である描写が多い。劇場版では、縄で結ばれた両手をギーガーの手下の槍に命中させて縄を切るという離れ業を見せた。
父親（商船エリーゼ・ル・アーブル号の船長）はネオ・アトランティスに乗船を襲撃され死亡していた。ジャン自身もガーゴイルによって高所より滑落死させられたが、ナディアとブルーウォーターの力によって蘇生する。
1897年にナディアと結婚、眼鏡まで自分に酷似した男児（CDドラマ「A.D.1901」ではナディアは「ジュニア」と呼ぶ。ゲーム版ではジャンJr.と表記されている）を、1907年時点ではさらに第二子ももうけている。
料理は作ったことがないらしいが、コメディ色が強い「島編」では百科事典の情報をもとに餃子などを作っている。
ゲーム『〜Inherit the Bluewater〜』では彼の視点で物語が進むため、本編同様に死んだ彼の魂をナディアの母親（の魂）が呼び戻すシーンがあるほか、シナリオの進め方によっては死なず、代わりにゲームオリジナルキャラクターのソフィアを生き返らせることもある。
女性視聴者からの人気が高い。ゲームではプレイヤーキャラクターになることが多い。
劇場版ではナディアと同じく17歳。相変わらずの発明三昧の日々を送る。性格はあまり変わっていないが、TVシリーズよりも若干ワイルド。ファジイに嫉妬するナディアをからかったりと、TVシリーズに比べれば余裕を見せている。
マリー・エン・カールスバーグ
声 - 水谷優子
そばかすが目立つ4歳の少女。1885年4月10日、フランス・マルセイユ生まれ。一人称は「マリー」。登場話は第5-37,最終話。
物心つく前に大西洋にあるベルデ諸島マハルに移住してきた。父はネオ・アトランティスに占領されたマハルの火力発電所の技師。ネオ・アトランティスの支配に反抗し脱走を図った両親らが殺害され、1人だけ生き残ったところをナディアたちと出会い、行動を共にする。周りの大人たちのいがみあいから気苦労が絶えない。食事中の行儀は良好だが、おませさんで勉強嫌い。大人の女性を「おばさん」と呼んで当事者を困惑させることもある。ナディアがジャンに言いがかりをつけているところを目撃する度に「夫婦喧嘩してるの?」と問いかけている。
無人島でのネオ・アトランティスとの偶発的な戦闘時にカラッパ3号から2人で逃避行をし、サンソンと急速に親しくなり、最終的には16歳にして彼と結婚。CD『Good Luck Nadia 〜Bye Bye Blue Water PART2〜』収録の「シリーズ恨歌・おさな妻」ならびにミニドラマにおいては15歳にして妊娠、それをサンソンに告げた際に正式なプロポーズを受けている。
結婚後の名前は、マリー・エン・レーヴェンブロイ。
キング
声 - 桜井敏治
ナディアが連れているオスの白ライオン（実際は白っぽい灰色）の子供。マリーの登場後は彼女と行動することが多い。
人語をある程度解し、簡単な算数もできる。コメディパートでは二足歩行を披露し、島編に入ると釣り竿を持って魚釣りをしたり、書き置きを残して山にこもるなど、徐々に動物離れした人間に近い行動を取るようになった。周囲からは頻繁にネコと間違えられており、実際に鳴き声もネコのようである。希少種らしく、ゴンザレスに拉致された。
最終話 (A.D.1902) で成長した姿を見せ、立派なたてがみと2匹の子供を披露した。
なお、監督の樋口によると当初は「実は宇宙人であり、最終回には着ぐるみを脱いで正体を現す予定」だったが、周囲の反対で没になった。

### グランディス一味
一味のキャラクター造形は、庵野のアイデアで、タイムボカンシリーズにおける三悪パターンの変形版。序盤はナディアとジャンの前に現れ、いつも失敗する三悪と同じような悪人だったが、中盤以降は彼らに協力する仲間になった。
登場話は第1 - 21、25、28 - 最終話。
グランディス・グランバァ
声 - 滝沢久美子
一味のリーダー。28歳。一人称は「私」。部下の2人からは「姐さん」と呼ばれる。赤く長い髪が印象的な美女で、ナディアの持つブルーウォーターを狙っていたが、後に彼女らとともにノーチラス号の一員となる。1861年11月3日生まれ。AB型。特技は宝石鑑定、趣味は恋。悪ぶってはいるが基本的には善良で、結果的にはナディアに協力してガーゴイルに立ち向かう。ナディアにとって良き母親もしくは姉的存在。エレクトラとは（主にネモを巡って）仲が悪い一方で、ネモの船内における指示とその心情を理解している一面もあり、結果的にフェイトたちが犠牲になってしまう指示を出したネモを痛罵するナディアを平手打ちして「一番辛いのはネモ船長なんだからね！」と叱咤した。家事が得意で、見た目は悪いが料理の腕は確か（ジャンと結婚後にナディアが作る料理は彼女直伝である）。辛い物好きなので、彼女の作る料理全ては味が辛い。船内での得意料理は「チョウチンアンコウのグランディス風ラブコール」（実際はチョウチンアンコウは食用としない）。
元はイタリアの資産家の娘だったが、ゴンザレスによる結婚詐欺により全財産を失った。その後の自分の生活を支えたのが母が残した宝石だったことから、宝石に執着するようになった。ネオ・アトランティスが撒いた広告でブルーウォーターの存在を知り、趣味の宝石集めを兼ねて懸賞金目当てのために付け狙っていたが、ネモに一目惚れしたため目的を変更し、奪うのを止めた。元々渋い中年好みで、一目惚れしてはその都度失恋していたらしい。ワインにも目がない。
サンソン
声 - 堀内賢雄
27歳。一見長身の優男だが、ネオ・アトランティス製の人型タンクを素手で破壊するなど怪力の持ち主。射撃の名手でもあり、スピード狂。ジャンにとっては良き兄貴分。
綺麗な女性には必ず気障な態度でアプローチをかけるが、あくまでも社交儀礼である。また相手から感謝されたりすると、気恥ずかしさからクールに振舞う。詳細は不明だがかつては恵まれない家庭で育ち、後にグランバァ家に仕える運転手となる。グランバァ家が没落して他の使用人が逃げた後も、グランディスを姐さんと呼び付いてきた。過去にグランディスに恋心がなかった訳ではないようだが、作中では主従関係にほぼ徹している様子。
後にマリーと結婚。
ダンディを気取っているが毎回服が同じなのは『オバケのQ太郎』のパロディ（毎回常に同じ形の服に着替えている）とのこと。
ハンソン
声 - 桜井敏治
27歳。小太りの小柄な男で、機械工学の天才であり、ジャンと機械について語り合える数少ない人物。万能戦車グランディスタンク（通称：グラタン。ノーチラス関連を参照）を造る。
サンソンと同様、恵まれない家庭で育った後、グランディスが全財産を失う前からグランバァ家に仕え、修理技師を務めていた。根は純朴な青年で、エレクトラに一目ぼれし、サンソンの勧めで人工培養した薔薇をプレゼントするも告白にまでは至らず断念した。ジャンとは趣味嗜好が非常に似ており、かなり気が合う。
口癖は「そ、そ、そ、そ」。
最終話では自分の技能を活かして自動車会社を興している。

### ノーチラス号の乗組員
アトランティス人の宇宙船を改造した潜水艦に乗り、人知れずネオ・アトランティスと戦う。乗組員の声は兼役が多く、操舵長や水準操作員、登場当初のイコリーナなど、準レギュラーですら担当声優が明確には決まっていない者もいる。
全員が揃って登場するのは、第4、8 - 22、36 - 最終話。
ネモ / エルシス・ラ・アルウォール
声 - 大塚明夫
ノーチラス号の船長。一人称は「私」。46歳。海洋生物学者。ネオ・アトランティス打倒とガーゴイルへの復讐に非情なまでに心血を注ぐが、偶然にもノーチラス号にナディアが乗船して来たことで、その姿勢に変化を見せる。ノーチラス号は軍艦ではないため、自らを艦長ではなく「船長」と呼ばせていた。常に沈着冷静だが、グランディスの作った料理に戸惑ったり、『おまけ劇場』ではコミカルな一面もみられる。
ナディアの父親であり、アトランティス人の末裔。彼もナディアのものと対になるブルーウォーターを持つ。かつてアフリカにあったタルテソス王国の国王である。宰相・ガーゴイルの世界征服の野望を阻止するため、やむなくバベルの塔を自爆させ自らの手で国を滅ぼした。その後本名を捨て、ラテン語で「誰でもない」という意味のネモを名乗る。ノーチラス号が失われた後、旧タルテソス王国の地下にあった発掘戦艦・Ν-ノーチラス号でガーゴイルとの最終決戦に臨む。戦いでガーゴイルに重傷を負わされるも自身のブルーウォーターをナディアに差し出し、ジャンを蘇生するよう諭した。最後には大気圏突入するレッドノアから自分の命を犠牲に娘の身を案じつつ、Ν-ノーチラス号に残り、その主砲で彼女らの脱出路を切り開いた。
名前は「ノーチラス号」と同じくヴェルヌ作の小説に登場するネモ船長から。パイプオルガンを演奏する点もこれに由来。当初は冷静なキャラクターの予定だったが、演者の大塚明夫の雰囲気に影響を受け、勢いでいくタイプになった。
第22話終盤で作品の表舞台から退場し、第36話中盤で再び登場するまでの間に通常ありえないほど髪の毛が伸びている（※1年足らずで、短髪→腰まで届くほどの長髪）。これも当時の大塚のビジュアルを反映したためである。
メガドライブ版ではガーゴイルとの最終決戦でナディアを庇って死亡する。
メディナ・ラ・ルゲンシウス・エレクトラ
声 - 井上喜久子
金髪碧眼で褐色の肌を持つ女性。ノーチラス号の副長。24歳。周囲を惹きつけるほどの美貌をもち、ジャンには死んだ弟の面影を見出し、姉のように接していた。
当初は陸と縁を切ったと称し、ナディアとジャンの前では目元を隠すマスクをしていたが、第9話で再会した時にマスクを外した。
元はタルテソス王国の住民で、王国滅亡の際に孤児となったところをネモらに救われ、以後行動を共にしている。国を滅ぼし、家族を死なせたネモに対しては、愛憎入り混じった複雑な感情を抱いている。ネモの気持ちが娘（ナディア）に移り、ネオ・アトランティスに対する非情な姿勢が変わったことに反発し、沈みゆくノーチラス号の艦内でネモに対する激情を爆発させる（第22話）。
名前はギリシア神話のエーレクトラー（ならびに神話に由来するエレクトラコンプレックス）に由来し、養父とも言えるネモに対する彼女の心情を示している。最終的にはネモの子を身篭り、産んだらしく、ネモとの間の恋愛設定にはTVでは描けなかった裏設定も存している。物語の前半ではネモがナディアやグランディスと接するのを過剰に意識し、露骨に嫉妬心を見せることもあった。終盤ではブルーウォーターの力をネモの治癒よりもジャンの蘇生に使うようナディアに促すなど、精神的成長をみせた。
低血圧で朝が弱い（第20話）。ノーチラス号艦内の自室の壁には日本の浮世絵（葛飾北斎『神奈川沖浪裏』や東洲斎写楽『三世市川高麗蔵』）が掛けられている。
元々は黒人キャラクター。
初登場から第22話まではロングヘアだったが、36話で再登場した時にはショートカットになっていた。また、青を基調にした服装も全身白色のボディスーツに変更されている。このボディスーツは『新世紀エヴァンゲリオン』のエヴァンゲリオンを操縦する際に着るプラグスーツの原型になっている。
メガドライブ版ではガーゴイルとの最終決戦でネモを庇って死亡する。
エーコー・ウィラン
声 - 松本保典
金髪碧眼のフランス人。23歳。レーダーとソナーを担当する測的長。
以前乗っていた船がガーフィッシュに沈められたところを、唯一の生き残りとしてノーチラス号に助けられ、彼らの仲間になる。その船こそラウルが船長を務めていたエリーゼ・ル・アーブル号であった。
測的手になったのは、CDドラマ「第-（マイナス）1話」によれば、1888年にガーフィッシュの魚雷がメイン・ブリッジに直撃したことで、前任の測的長が戦死した場に立ち会ったことがきっかけ。
看護婦・イコリーナのファンクラブ会員番号1番。ネオ・アトランティスとの戦いの後、彼女と結婚した。
機関長
声 - 島香裕
褐色の肌に白髪、人生経験豊かな老人。57歳。タルテソス王国崩壊時直後に既にネモらと行動を共にしていた。子供と孫がいたが死に別れている。徳川彦左衛門に似たキャラクター。
操舵長
声 - 田原アルノ 他
ランニングシャツ姿で筋骨逞しい。42歳。エーコーとは駄洒落を飛ばしあうなど気が合う様子。趣味は酒。
航海長
声 - 清川元夢 他
インド風の風貌で、よくヨガを組んでいる。30歳。丸眼鏡と頭に巻いたスカーフが特徴。
一見すると堅物そうだが、イコリーナのファンクラブの会員の1人でもあるなど柔軟な一面も覗かせる。
劇中ではほとんど無口だが、フェイトたちの葬儀では弔辞を述べていた。
水準操作員
声 - 中原茂（第4回）、桜井敏治（第11回以降） 他
バラスト、ネガティブ、トリムの各タンクへの注排水の担当者。長髪で無口な副操舵長。24歳。ベレー帽を愛用。
イコリーナ・エッチーノ
声 - 井上喜久子、水谷優子 / 黒河奈美（PS2版）
ノーチラス号のクルーを優しく手当てする看護婦で、艦内にはファンクラブまである。会員番号1番は測的長のエーコー。
初登場時まで設定されておらず、作中では単に「看護婦さん」と呼ばれていた。もともと1話限りの登場予定だった。
最終決戦ではΝ-ノーチラス号を退艦し、地上でクルーたちの帰還を待つ。戦いが終わり、ジャンやナディアたちが帰ってくるその時、彼女はマリーとともに流れ星を見上げて「もうこんな想いをしなくて済みますように」と、祈りをささげる。このシーンは『サイボーグ009』のオマージュである。
戦いの後、エーコーと結婚する。
デンギル・エッチーノ
声 - 藤本譲
医者。イコリーナの祖父。
キングが風邪を引いた際に治療を施すなど、獣医学にも詳しい一面も見られる。
科学技術部長
声 - 清川元夢
機関長同様にタルテソス王国滅亡時からネモと行動を共にしていた。第37話ではハンソンと共にグラタンを改造するも、Ν-ノーチラス号が静岡付近に寄った際にイコリーナたちと共に退艦。庵野曰く「今はとにかく生き続けて他にやることがあるはずだと考えて退艦した。本編でもっと活躍するはずだったが、毎回内容過多のために真っ先にエピソードがカットされた、もったいないキャラクター」。
フェイト
声 - 関俊彦
機関員。第15話に登場。ナディアが壊したジャンの眼鏡を元通りに修復したり、ジャンに「花で落ちない女はいない」とナディアに渡すよう艦内製の花をプレゼントしてノーチラス号の科学力を誇ってみせるが、アメリカ艦隊によるノーチラス号への攻撃の被弾により発生した有毒ガスから艦を守るべくネモの命令により閉鎖された補助機関室の中で、室内の他の乗組員と共に命を落とす。死を覚悟した当初はナディアとジャンを落ち着かせようと言葉を交わし、ネモの判断を支持するが、最期には死の恐怖に耐えきれず泣き叫びながら死んでいった。彼の死はノーチラス号の行為がれっきとした戦争（＝人間同士の殺し合い）であることをジャンとナディアの2人に否応なく思い知らせた。
PCゲーム版『ふしぎの海のナディア』では、「女は追うものじゃなく追わせるもの」とジャンを激励したり、敵海底要塞への侵入作戦用にグラタンを科学技術部長と共に強化改造する。
ゲーム『〜Inherit the Bluewater〜』では、大幅に出番が追加されているが、同様に命を落とした。
その生々しい最期については、死を美化することへのアンチテーゼと、ジャンに科学は決して万能ではなく、どんな物事にも二面性があることを知って欲しかったと庵野はコメントしている。

### ネオ・アトランティス
アトランティス人の遺産である超科学をもって世界征服を目指す秘密組織。ネオ皇帝を除くガーゴイル以下、全メンバーが仮面で素顔を隠している。幹部級の仮面は額に「第三の眼（ネオ・アトランティスのシンボルマーク）」を描いたものであり、仮面の意匠は役職などで各々異なる。通商破壊工作による市場操作や武器の販売などで莫大な資産を築き、劇中では世界中の全通貨の80分の1を操作できるほどの規模であることが明らかになっている。アメリカ連合艦隊に接触して偽情報を流すことでノーチラス号を攻撃させるなど、各界にも影響力を持つ。組織としての強大さは圧倒的であり、エレクトラの推測でもノーチラス号との彼我兵力の差が20対1以上ということが劇中で語られている（第20話）。なお、庵野が語るところでは、ネオ・アトランティス兵がみな仮面を付けているのは「人間として描きたくなかったから」で、「昔の悪の組織の戦闘員みたいに、キャラクターを持ってないものは顔を付けたくなかった」とのことである。
元ガイナックス社長で評論家の岡田斗司夫は、ニコニコチャンネル『岡田斗司夫ゼミ』2015年2月1日号で、国家という旧来の権力組織とは一線を画しながら、国際社会の裏側にとりわけ経済面から深く根を張り巡らせ、旧来の国家では対応しきれない特徴を備えた闇の組織として、小澤さとるの『青の6号』（1967年〈昭和42年〉初出）に登場する散在国家「マックス」、本作（1990年〈平成2年〉放映開始）のネオ・アトランティス、そして現実世界で2003年に顕在化したISIL（イスラム国）という、3つの反社会組織の名を挙げて共通性を指摘している。
ガーゴイル / ネメシス・ラ・アルゴール
声 - 清川元夢
ネオ・アトランティスの首領。尊大にして傲岸不遜、野望達成のためには自分の部下でさえ平然と殺す非情さと、卑劣な手段すら合理的に事を進めているだけと言い切る冷酷さを持つ男。ノーチラス号によって計画を妨害されたり超兵器を破壊されたり潜水艦隊を撃破されたりと甚大な被害を受けても、「まあいい」の一言で切り捨てそれらを惜しんだり悔しさを見せることがない。指示の合図としてフィンガースナップを使うことが多い（手袋を着用しているため、どのように音を出しているかは不明）。
自らを「アトランティス人の末裔」「神」と称し、人間を愚かな下等生物と見下してアトランティス人の下僕に戻そうとしていた。かつてアフリカにあったタルテソス王国の宰相でネモの友人でもあったが、クーデターを起こし王妃を暗殺。王国を乗っ取り、バベルの塔を稼働させるも、ネモの妨害で頓挫。バベルの塔は崩壊し自爆、タルテソス王国は滅亡してしまう。以降、自ら率いる組織ネオ・アトランティスによる野望達成を目指していた。
最終話において、最後の光を放つブルーウォーターを止めようと「アトランティス人以外その中で生きられない」光に触れたとき、自らの体が塩に変わっていったことで、自分もまた「愚かな下等生物」人間だったことを知り、驚愕と失意の中、ネモに別れを告げながら塩の柱と化していった（その一瞬だけ仮面が割れて素顔が見え、「人間として描かれた」）。「人道主義極右」として知られていたジュール・ヴェルヌの分身と見る説もある。
ネモの持っていたホログラムでも宰相時のガーゴイルが映っている。DVD-BOX（2001年版）の箱絵には仮面を外したガーゴイルが描かれている。
派手な赤いダブルの背広がトレードマークであるが、終盤になると別の服（赤いボディスーツ状の服、仮面と一体化した銀色のプロテクターに赤黒いマントを羽織る）に着替える。
メガドライブ版ゲームでは、最初は外の世界に憧れていて、外の世界へ旅をしていたネモの話を聞いて居ても立ってもいられなくなり、家族で世界旅行を決意したが、旅行中不運にも盗賊団に襲われ、妻子を殺害された挙句自身も顔に深い傷を負ったため、悲しみと絶望のあまり人間への復讐を決意した。仮面の下の容貌も異なり髭を蓄えている。
ネオ皇帝 / ビナシス・ラ・アルウォール
声 - 塩沢兼人 / 遊佐浩二（PS2版）
ネオ・アトランティスの皇帝。登場話は第22,37-最終話。皇帝としての全名は、ネオ・イコン・エピファネス。実はネモの息子で、ナディアの兄。
タルテソス王国滅亡の際に重傷を負い、ガーゴイルにより身体のほとんどを機械化された上に洗脳され、コンセント付のケーブルで供給される電力で動く、文字どおりの“傀儡（あやつり人形）”となっていた。最終局面で制御装置が破壊されたことにより自我を取り戻し、洗脳された妹を正気に戻そうとした。その際ガーゴイルに機械の体を動かす電力の供給を断たれてもなお活動を続け、科学絶対主義だったガーゴイルに人間の意志の力の起こす奇跡を見せつけた。洗脳装置を破壊しナディアを正気に戻すことに成功し、事切れる寸前にナディアの脳裏に改造される前の姿で「私も人と共に生きたかった」と言い残し、爆発して果てる。なお電力を供給しているケーブルは新世紀エヴァンゲリオンでのアンビリカブルケーブルに似る。
メガドライブ版ゲームではナディアそっくりの容貌であるなど、大幅に異なる人物である。

### ジャンの親族
ジャンの叔父
声 - 増岡弘 / 上田敏也（FM-TOWNS版）
ジャンと同じく発明好きで、ジャンと共に飛行機を開発・設計し、賞金を狙って国際博覧会に出場する。お喋りで朗らかな性格だが、妻には頭が上がらない。ジャンの抜け駆けで賞金は無しになったが気にも留めず、一足先にル・アーヴルに帰還することにしたジャンたちへ別れ際にエールを送っている。
アニメでの台詞付きの登場は第1話のみだが（台詞なしでエピローグのシーンにも登場）、小説版ではTVと映画を繋ぐストーリーに登場。ジャンやマリーから聞く大冒険活劇を素直に受け入れ相槌を打っているが、妻は全く信じていなかった。
ジャンの叔母
声 - 藤夏子
ジャンが世話になっている、ラウルの妹。第2話に登場。ナディアを黒人と呼び、偏見を覘かせた。初放送時には、イメージソング（#イメージソングと環境ビデオ参照）の部分に人種差別についての解説が入った。
小説版ではナディアが野菜しか食べないことに気遣いを見せたりしている。夫とジャンの発明狂ぶりに小言が絶えない模様。
ラウル・ロック・ラルティーグ
ジャンの父で、ジャンの叔母の兄。ル・アーヴル号の船長で、エーコーの元上司。
ジャンは生存を信じていたが、実はル・アーヴル号の事故により故人となっており、フェイトたちの葬儀でエーコーが墓参りしていた相手がラウル本人であることを知らされた。
本編に姿は見せていないが、劇場版でジャンの家にある写真で姿が判明する。
ジャンの母
名前は不明。ジャンが幼いころに亡くなっている。
夫同様、本編に姿は見せていないが、劇場版でジャンの家にある写真で姿が判明する。

### その他
エアトン・グレナバン
声 - 山寺宏一（3） / 堀内賢雄（15）辻谷耕史（27 - 最終話）
エアトンという名は原案のヴェルヌによる『グラント船長の子供たち』と『神秘の島』の登場人物に、グレナヴァンも同じくヴェルヌの『グラント船長の子供たち』の登場人物に由来する（つまり、どちらも『グラント船長の子供たち』のキャラクターに由来するが、『グラント船長の子供たち』作中では、二人は別のキャラクターということになっている）。非常に陽気で気さくな自称「海洋生物学者」（『海底二万里』の主人公・アロナックスと同じ職業）、ケンブリッジ大学名誉教授（言語学）。アメリカの戦艦で保護されたナディアたちと出会い、その後無人島で再会する。冗談ともほら話ともとれない発言をすることが多い。実はイギリスの伯爵だった。
テレビアニメの最終話では、馬車から降りるシーンのみで、マリーが「おとなしく家を継いだ」「本当に伯爵様だった」という説明があるが、小説版のエピローグでは、グランディス一行がエアトンの屋敷を訪れ、「あのほら吹きが本当に伯爵だったとは」、というシーンが描かれている。
登場話は第3、15、27 - 最終話。
サーカス団長
声 - 笹岡繁蔵
ナディアが身を置いていたサーカスの団長で、彼女の育ての親。ナディアがジャンと出会う間接的なきっかけを作った人物。
厳しさと優しさを兼ね合わせており、指導者としては優秀であるが、時として残酷だが適切な判断を下す。物心ついた時から幼いナディアを引き取り、彼女にサーカスの芸を叩き込んだ。綱渡りの指導では「下を見るな！」と激励し、頑張った報酬として食事を出した際に「怯えているのか？」と気遣う一面もあった。しかし、年老いたゾウのパオパオがナディアに怪我を負わせた際、薬を用いて安楽死させることに咽ぶナディアに現実を突きつける。このことがナディアにトラウマを植え付けることとなった。
国際博覧会にサーカスを出店した際、ブルーウォーター目当てのグランディスから大金（偽金）を受け取り、ナディアを売り渡してしまうが、同時にナディアがジャンと共に旅に出るきっかけをも作った。
メイビル
声 - 大宮悌二
アメリカの最新鋭戦艦「エイブラハム号」（『海底二万里』でアロナックスが乗り込んでいたエイブラハム・リンカーン号に由来する）の艦長。第3,15話に登場。
各地で通商破壊を繰り返す大海獣を探査していたところ、ガーフィッシュとそれを追うノーチラス号を発見し、攻撃を仕掛けるが、逆にガーフィッシュに大破させられ帰還する。この時にナディアとジャンは海に放り出され、ノーチラス号に救助された（『海底二万里』を元にしたシーン）。後に次の最新鋭戦艦（二番艦）・バラクーダ号の艦長に就任、ネオ・アトランティス側に騙され、ナディアたちの仇としてノーチラス号に対し、艦隊を率いての一斉砲撃を行い、危機に追い込むことになる。常に副長のホランド（声：大滝進矢）が付き従っている。
小説版では「ジャンとナディアの一番長い日」で行方不明になったナディアを探すジャンの前に姿を現す。
ハマハマ
声 - 山口勝平
グラタンが不時着したアフリカのとある村の村長の息子で、村で唯一ジャンたちと同じ言語を話すことができる。第32,33話に登場。不時着当初「村の秘宝を奪いに来たのではないか」と疑われたジャンたちを拘束するが、ブルーウォーターに気づくと彼らの拘束を解いた。
ワイルドで、婚約者はムラムラ（声 - 川村万梨阿）。
タルテソス王国が内乱で滅びたことと、ブルーウォーターが王家の者たちにのみ受け継がれていたことは知っていたが、ブルーウォーターを持つものがタルテソス王家の人間である、という程度の認識でしかなかった。
ゴンザレス
声 - 江原正士
グランディスを騙し、彼女の全財産を巻き上げた張本人。アフリカでハマハマの村の秘宝「銀の柱」を横取りしようとしていたところ、村のはずれで偶然グランディスと再会する。キングを拉致し、秘宝と交換しようと画策するが、ナディアやグランディスらに成敗される。彼の収集品の中には『ハクション大魔王』の壷がある。
イリオン
声 - 高木均
南極点にある地下大空洞の中で、2万年間も生き続けている巨大な白いクジラ。ネモとはお互い親友同士。相手の心を読んだり、逆に自分の考えていることを相手の心に読み取らせたりすることができる。自分の寿命を悟り、ネモと今生の別れをしたあとナディアにメッセージを送った。その正体は、古代アトランティス人がクジラを元に造った人工知的生命体の最後の末裔。
宇宙人
声 - 銀河万丈
レッドノアの自律式制御コンピュータが擬人化したもので、レッドノアの“意思”とでもいうべき存在。ナディアにアトランティス人の歴史（実はM78星雲の惑星オネアミスより飛来した異星人であること）を伝えると共に、アトランティス帝国の再建こそがブルーウォーターの正統な後継者（ナディア）の義務であると説く。

## メカニック・アイテムなど
ようやく電気が使われ始めた時代を舞台としながら、オーバーテクノロジーなメカが多数登場したことでも人気を博した。ガガーリンよりもはるかに早く宇宙空間に到達したジャンに「（地球が）こんなに青かったなんて」と言わせる。『海底二万里』をフィーチャーした世界観もあり、万能潜水艦・ノーチラス号が登場するが（このデザインモチーフは1969年の東宝特撮映画『緯度0大作戦』に登場する潜水艦・アルファ号である）、本作のノーチラス号は古代アトランティス人によって建造されたものであり、古代アトランティス人はM78星雲から飛来した宇宙人というウルトラマンを意識したバックボーンが存在する。
ストーリー終盤に登場する万能戦艦・Ν-ノーチラス号のデザインは、のちにエヴァンゲリオンをデザインすることになる山下いくとの手によるもので、デザインモチーフは1968年の東宝怪獣映画『怪獣総進撃』に登場する宇宙船・ムーンライトSY-3に『さらば宇宙戦艦ヤマト 愛の戦士たち』に出てくる宇宙戦艦「アンドロメダ」を加えてある。ムーンライトSY-3は完全に総監督、庵野の趣味である（さらに遡ると、ムーンライトSY-3はサンダーバード1号をモデルにしている）。リボルバー式艦載機射出機構には『惑星大戦争』の轟天号のモチーフも取り入れられている。なお、主砲の効果音は『宇宙戦艦ヤマト』のそれと全く同じ音である。
ノーチラス号の正式名称は「第2世代型惑星間航行用亜光速宇宙船エルトリウム」、Ν-ノーチラス号は正式名称を「第4世代型超光速恒星間航行用超弩級万能宇宙戦艦エクセリオン（ヱクセリヲン）」。1988年のガイナックス作品『トップをねらえ!』にも「第4世代型巨大宇宙戦艦ヱクセリヲン」、「第5世代型超巨大宇宙戦艦ヱルトリウム」が登場する。また、計器やインパネなどに、『トップをねらえ!』で使用した絵をそのまま流用したものもある。

### ノーチラス関連
ブルーウォーター
正式名 - トリス・メギストス（賢者の石）
開発者 - M78星雲人
ナディアとネモがそれぞれ所持している青色の結晶状アイテム。持ち主が危機に陥ると赤く点滅する。ネモのブルーウォーターの方が大きい。この2つのブルーウォーターは合体・分離・変形できる（普段は双四角錐型をしている）。また、アトランティスの沈める墓地には同じ物質でできた巨大なものがある。ナディアはペンダントとして普段から身に着けているが、ネモはノーチラス号の船長室にある箱の中（Ν-ノーチラス号では服の胸元）に入れている。ビデオの「おまけ劇場」によると、金属位相体オリハルコンでできた三次元基板の光コンピューター。
第16話では、自らの運命に失望したナディアがブルーウォーターを捨てようと放り投げたものの、すぐさま彼女の手元へ戻ってきた。その後、ジャンが調べたところ光学顕微鏡で識別できないほど細かい複雑な模様があり、ノーチラス号の甲板に傷をつけるほどの硬度があることがわかったものの、材質を特定することはできなかった。
最終話において、ガーゴイルに殺害されたジャンを蘇生させるため、その力を失いレッドノアと共に失われた。『Good Luck Nadia 〜Bye Bye Blue Water PART2〜』内のCDドラマ「A.D.1991-2005シリーズ」において、ナディアの直系の子孫である伊藤ナディアがブルーウォーターらしき宝石を所持している描写が存在する。この宝石とブルーウォーターの関連は不明。
ノーチラス号
正式名 - 第二世代型惑星間航行用亜光速宇宙船ヱルトリウム
開発者 - M78星雲人
潜水艦改造 - タルテソス王国生存者
進水日 - 1888年6月21日
動力主機関 - 常温対消滅エンジン
推進機関 - 水流ジェット推進
装甲材質 - スペースチタニウム、硬化テクタイトなど
全長 - 152m
水中排水量 - 12,000t
最大船速 - 108ノット
兵装
- 飛行爆雷 / 誘導弾 - 全8門
- 対雷撃防御システム（ホム・ガード）
- 縮退弾（ゲームのみ登場）

上記のように、本来宇宙船だったものをネモら有志が復元し（初期設定では、リンカーン島の地下で十数年の歳月をかけて建造されたとされている）、潜水艦に改造した。船体や機関部などの大部分は建造当時のままであるが、ブリッジやその周辺は破損していたので修復がなされている。ケルマデック海溝近海における戦いで、ネオ・アトランティスの空中戦艦に搭載された原子振動砲及び超音波砲と殲滅爆弾により大破。グランディスらの機転によってスーパーキャッチ光線の空中捕縛からの脱出には成功するも、落下先の海中へ沈没。戦闘ブロックを爆破させ、乗組員は居住区へ移り、辛くも離脱。さらにナディアとジャン、マリー、キングは船長室へと移され、脱出させられた。
レッドノア内にもヱルトリウムの同型船が多数搭載されており、Ν-ノーチラス号を放棄したクルーらはその1隻に乗って脱出した。脱出に使用した同型船は脱出成功後、日本海溝へ沈められた。
Ν-ノーチラス号（ニューノーチラスごう）
正式名 - 第四世代型超光速恒星間航行用超弩級万能宇宙戦艦ヱクセリヲン
開発者 - M78星雲人
詳細はΝ-ノーチラス号の記事を参照。
Ν-ノーチラス号艦載艇
開発者 - M78星雲人
リボルバー式の射出カタパルトで打ち出される葉巻型の小型宇宙艇。エレクトラが用いてタルテソスに辿り着いたジャンたち一行を迎えた他、レッドノア艦内侵入にも使われた。おまけ劇場第10話のエレクトラ曰く「搭載機に戦闘機や爆撃機は一機も残ってない」との話から、連絡艇か雑役艇の類であった模様。
一輪バイク
正式名 - フイルディナント・シュレンカー1889年型（カバードタイプ）
開発者 - 不明（19世紀の人間）
シートを中心にタイヤが1周している形の2人乗りバイク。125cc、単気筒。グランディス一味に追撃されていたナディアを救助するため、ジャンが使用。ジャンの物ではなく、他人の所有物を勝手に借用したメカである。
飛行機
正式名 - エトワール・ド・ラ・セーヌ（日本語に直すとセーヌ川の星、つまり『ラ・セーヌの星』）I世-VIII世、X（エックス）
開発者 - ジャン
I世-VI世までは失敗作、VII世はパリ万博のコンテストに出場するためのグライダーであるが、ナディアを救助するために使われる。
VIII世はプロペラ機。グランディス一味から逃げるものの、エンジンが故障して海上に墜落する。ノーチラス号に保護された際に水上機に改造されるが、マリーの島の上空でネオ・アトランティスの攻撃を受け、撃墜された。
ジャンの夢の中でリンカーン島から脱出する際に使用されたXは水平尾翼がない形状になっている。動力源や推進方式は不明。自動墜落装置を備えており、ナディアがボタンを押してしまい海中に墜落した。
ジャンの機帆船
正式名 - エメロードII
開発者 - ジャン
パリ万博飛行コンテストに出場用の飛行機を輸送した小型船。ル・アーブル帰還時にもジャンとナディアが使用。グラタンに追われるが、前半部が水中翼船になっており、マジックハンドに捉えられた後半部を切り離して高速逃走した。
ヘリコプター
正式名 - エトワール・ド・ラセーヌIX
開発者 - ジャン
ノーチラス号の艦内で、ハンソンの協力を得て完成させたもの。複座でナディアを同乗させて飛行。機上でジャンはナディアへ「いつかアフリカへ連れて行く」と約束する。
パルスジェット機
開発者 - ジャン
無線操縦で飛ぶ大型の飛行模型。1号機は実験が失敗して爆発、2号機はナディアを吸引する空中戦艦のトラクタービーム発振機への体当たり攻撃によって失われた。
外輪船
正式名 - エメロードIII
開発者 - ジャン
無人島（リンカーン島）で制作された。スワンボート式に足漕ぎで後部の外輪を回して進む人力推進艇。急造したためか船首が無く、箱に波よけシールドを突き出しているだけの不細工な作りだが、ひょうたん島（レッドノア）への移住や、ナディア救出に活躍した。
なお、気球とプロペラを取り付けた改造飛行船型は「エメロードIII改」と呼ばれる（名称はいずれも設定書より。本編では名前は呼称されずに終わる）。
グラタン
正式名 - グランディスタンク
開発者 - ハンソン
グランディス一味が使用する、6つの変形モードを持つ装輪式六輪万能戦車。モードの切り替えはパンチカードを差し込んでから、鍵盤で一定の操作をすることにより行う。
水槽のような外見から、グランディスタンクと呼ばれる。なお、グランディスは勝手にカトリーヌと名づけており、省略形であるグラタンと呼ぶと激しく怒るが、ゲーム版では一度怒っただけであとは怒らなくなり、そのままグラタンで定着してしまった。当初は敵、後に味方となり、ほぼ物語全編を通じて大活躍する。
引き込み式主砲塔を持ち、短砲身の単装60mm榴弾砲を備えている。主砲は連射も可能である様子。前後のシリンダー4本は打突武器にもなる。伸縮式マジックハンド（しかし、3本指のマニピュレーター部分は和紙製のため、あまり丈夫ではない）を伸ばして物体を掴まえられるといった武装を持つ。塗装は赤と橙。
デザインは監督の庵野曰く「『タイムボカン』のメカブトンがモチーフ」で、車内の効果音もメカブトンそのものである。OPではリモコン式の模型も登場している。
6つのモードは以下のとおり。
1. 走行モード（車輪による走行）
2. 直立モード（前後のシリンダーを展開しての4本足による歩行、起伏の激しい場所で主に使用）
3. 砲撃モード（主砲を使う場合）
4. 水上モード（車輪を収納し、後部シリンダーよりスクリューを出して水上を航行する。本来潜水はできないが、後に機雷除去のため改造して潜水作業を可能にしたこともある）
5. マジックハンドモード（ハッチ下部に収納している2本の油圧マジックハンドを伸ばして操作する）
6. 飛行モード（屋根から気球を展開し、プロペラで推進飛行する。後にノーチラス号内で気球に硬化テクタイトの膜を貼る加工を施され、ガーフィッシュの砲撃にもある程度は耐えられる強度を持った）

油冷直列6気筒サイドバルブエンジン搭載。ハイドロニューマチックサスペションで車輪を車体に展開・格納できる。
機雷除去のため、ノーチラス号内で水中用に急遽改造されて掃海作業に使用された回もあり、この時はバラストタンク、水中用マジックハンドや外部視認カメラを装備した。
最終話近くでは、Ν-ノーチラスの科学技術部長から知識と機材の提供を受け主砲を怪力光線砲（設定書名）に換装。さらに前部シリンダーにはドリルを仕込み、飛行モードは気球ではなく改造された前後シリンダーからのジェット噴射を用いる方式に変更され、高速飛行が可能になっている。レッドノア侵入時にはその内部を縦横無尽に駆けめぐり、最後はバベルの塔中枢部にて遠隔操作で自爆。バベルの塔を使用不能にし、止めを刺される寸前だったΝ-ノーチラス号を危機から救った。
アイアンキング（第29話）
名称は『アイアンキング』から。ひょうたん島での生活で喧嘩が絶えないサンソンとハンソンの決着をつけるために作られたキングを模したロボット。レッドキングとブラックキングの2体がある。第33話にも登場し、監禁されたキングを救出するためにゴンザレスの装甲車に突入後、自爆した。
レッドキング（赤）
開発者 - ハンソン
名称は『ウルトラマン』の怪獣レッドキングから。元々外部電源だったが、公平な勝負を願うジャンから贈られた小型電池を搭載。まっすぐにしか走れない。
ブラックキング（黒）
開発者 - ジャン
名称は『帰ってきたウルトラマン』の怪獣ブラックキングから。キングの調教に失敗したサンソンが、ハンソンの作ったレッドキングの設計図を元にジャンに作ってもらう。サンソンの趣味（「角があった方が格好良い」とのこと。ジャンは「重量が増すよ」と警告していた）で、怪獣のブラックキング同様の角が付いている。ジャンの作った小型電池を搭載。やはりまっすぐにしか走れない。

グラタン2号
開発者 - ハンソン
「グラタン」と名がついているが、1号のような万能戦車ではなく、2頭の野豚の鼻先へ竿で餌を吊るして牽引させるだけの二輪馬車（豚車）。前部にあるマッハ号式の回転ノコギリで藪を伐採しながら驀進する。崖から転落したのち、グラタンに激突して砕け散った。スーパーメカとは言い難いためか、設定書にも「これがナディアのメカとは……」と注釈がある。
エイブラハム号
開発者 - アメリカ人技師
謎の大海獣退治に出撃したアメリカ海軍の戦艦。メイビル艦長が指揮を執る。背負い式の旋回砲塔、各砲塔を連動させる射撃管制システム、防水区画に注排水して傾斜を復元する設備を持つなど、時代を超えた新鋭艦である（背負い式の旋回砲塔を持つ世界最初の戦艦は、1910年に就役したアメリカ海軍のサウスカロライナ級戦艦であり、この点は総監督の庵野も「あんなの嘘。1910年頃にならないと出て来ない」と認めている）。漂流中のナディアたちを救助してグランディス一味を捕らえるが、ガーフィッシュと交戦して大破。なお、原作の「エイブラハム・リンカーン号」は戦艦ではなく、快速フリゲートだった。
バラクーダ号
開発者 - アメリカ人技師
エイブラハム号の同型艦（2番艦とのこと）。大破したエイブラハム号の報復に燃えるメイビル艦長が指揮を執る。アメリカ戦艦部隊を率いる艦隊旗艦でもあった。名前の由来は『未来少年コナン』ではなく、松本零士の戦場マンガ『オーロラの牙』に登場する英国戦艦からである（庵野曰く「潜水艦と対決する戦艦の名は、バラクーダじゃなくてはならないんです!」とのこと）。

### ネオ・アトランティス関連
ガーフィッシュ
開発者 - ネオアトラン技師
兵装
- 艦首魚雷発射管4基
- 艦尾魚雷発射管4基
- 速射砲（船体上部の大型多連装砲）4基
- 連装対空砲3基
- 爆雷投下口2門（艦底）
- ラム（衝角）

動力機関 - L動力機関
推進機関 - 水流ジェット推進
ネオ・アトランティスが活動資金集めを目的にした通商破壊工作で主に用いた大型潜水艦。全長は不明（画面上では、体当たりして来たノーチラス号とほぼ同サイズ。一説では148m）。敵艦の船底に穴を開けるノコギリ状の衝角、魚雷、爆雷、隠蔽式4連装（3連装のカットもある。砲身が回転しないのでガトリング砲ではない）大口径速射砲多数と、実に多彩な武装が施されている。装甲はエイブラハム号の砲撃にびくともしない。ただし、ノーチラス号には分が悪く、損害を与えられぬまま撃沈されている。
乗員数や速力、兵装の正確な装備数や弾数、機関は何を用いているか（おまけ劇場でガーゴイルが解説したL動力機関は、漫画『潜水艦スーパー99』のパロディで、彼が事実を述べているのかも不明故に信憑性は低い）など謎に包まれた部分は多い。船体は暗い赤とネズミ色の縞模様に塗られており、衝角には凶悪な印象を受ける鋭い目が描かれている。推進器は水流ジェット式。
魚雷は船体と同様な縞模様で、先端に目玉が1つ描かれている。
艦底部にガラス張りの操舵室がある。上下両舷に赤いライトが連なっており、これが「謎の大海獣」と見誤らせる一因ともなった。
ガーフィッシュII
開発者 - ネオアトラン技師
全長148m以上
兵装
- 艦首魚雷発射管4基
- 艦尾魚雷発射管4基
- 消磁爆薬カプセル射出口（艦尾）
- ラム（衝角）

動力機関 L動力機関
推進機関 水流ジェット推進
槍状をした巨大な衝角（ラム）を備えたガーフィッシュ改良型。ガーフィッシュ（無印）に比べて大型で細長い。前面の吸水口が大きく、後下部の舵も大型化して操舵室は艦尾上部へ移設されている。衝角が文字通り、ガーフィッシュ（ダツの一種）を連想させる形状に変わった以外に、画面上ではガーフィッシュとの性能的差違はない（設定上では高速型とされている）。目玉模様やカラーリングはガーフィッシュから変化は無い。作中では「ガーフィッシュII型」と呼ばれていた。
ノーチラス号にラムによる体当たり攻撃を仕掛けるが、逆に弾かれて爆沈する。また、艦隊規模での雷撃戦を行ったが、反撃でことごとく撃沈された。
ライフル
開発者 - ネオアトラン技師
ネオアトラン兵士の標準装備。モンドラゴンM1908と同様、弾倉式セミオートの小銃。フルオートで射撃するシーンは無い。ネオアトランの装備の中で唯一19世紀の科学力でも実現可能なもの（モンドラゴンM1908の構想がまとまったのは1884年）。性能は良いらしく、マハル島でネオアトラン兵から奪った同銃は、第12話での狩猟や対ゴンザレス戦に至るまでサンソンに愛用されていた。
人間タンク
開発者 - ネオアトラン技師
「万能工作機械、死なない兵隊」と呼ばれる機械兵器。本体と操縦用車輌とに分けられた構造をしており、本体と操縦用車輌は太いコードで繋がれている。そのため、傍目には先行する本体が操縦用車輌を牽いているように見える。本体の形状は『鉄人28号』に登場する鉄人28号に似た丸みを帯びたものだが、下半身は車輪のついた台である。頭も単にお椀型のもので、目はアーマードトルーパー式に3つのカメラアイをまとめた回転型。手の形状は湾曲したやっとこ型で、精密作業には向かない。操縦用車輌は20世紀初頭の車に半球のガラスドームがつけられたような形をしており、あまり乗員の保護は考慮されていないようである（防弾ガラスの可能性もある）。操縦はデスラー艦式のチェス型操作盤と2本のレバーで行う。
バリエーションとして線路上を走行する貨車型の軌道タイプもある。こちらの操縦席は車体と一体で装甲に囲まれた閉鎖型。
機関車
開発者 - ネオアトラン技師
マハル支部の軌道を走るL字型キャブを持った内燃機関車。多数のトロッコを牽引して様々な物資を輸送しており、ジャンとグランディス一味が一時、これに身を隠した。内装が豪華なガーゴイル専用車両や、軌道型人間タンク（他に戦闘用装甲車も）を推進する場合もあった。
大型高速飛行船
正式名 - カルカロドン（ホホジロザメの学名から）
開発者 - ネオアトラン技師
前後に紡錘形バルーンを備えた双胴型飛行船。気嚢の四方へ双発エンジンポッドを4つずつ、前後合計16基ものエンジンを付けている。マハル島（マリーの島）にあったネオ・アトランティスの基地が破壊された際に、ガーゴイルが脱出するために用いた。作戦失敗した部下を空中に放り出すための落とし穴をゴンドラに備えているという、独裁者に便利な設計となっている。
武装は単装大型砲塔他、第10話「グラタンの活躍」においては接触や水圧変化などで起爆する複合起爆式機雷（形状は『空飛ぶゆうれい船』に登場する、ボアの係留機雷その物）を大量投下してノーチラス号を苦しめた。おまけ劇場の宣伝フィルムやレッドノア浮上の際には、ガーフィッシュ艦隊と共に複数の同型艦が描写されている。
支援船
開発者 - ネオアトラン技師
第13話に登場。3本マストの大型帆船で、入り江に停泊するガーフィッシュに接舷して補給を行っていた。
ガラッパ3号
開発者 - ネオアトラン技師
単座式の森林伐採用二足歩行型ロボット。可変型で大型のハサミ型カッターや、ドリルやマジックハンドの付いたマニピュレーターを機体上部に格納している。第13話でガーフィッシュを目撃したマリーとサンソンを追いかけ回した。
空中戦艦
開発者 - ネオアトラン技師
発掘した反重力エンジンにより飛行。動力は艦内に設置された石炭火力発電により供給されている。サイズは不明だが、画面対比からノーチラス号の約10倍もの全長を誇る。塗装は赤茶と黄の縞模様。戦闘力も強大だが、全世界に命令を発せる司令部機能も併設された、ネオ・アトランティスの空飛ぶ一大拠点である。
円形ドームと、オベリスク状の三角錐が3つ、中央艦体から突き出す形で三方へブーム（支柱）を伸ばした手裏剣型の構造。ブーム上部に火力発電の煙突が多数並び、先端にはスフィンクス像のフィギアヘッドが飾られている。
形状は『宇宙戦艦ヤマト』に登場するガミラス帝国軍高速空母のオマージュである。
空中戦艦2番艦
正式名 - 「デウス・ウキス・マキナ」（機械仕掛けの神）
開発者 - ネオアトラン技師
同型艦。外見や塗装は1番艦と同じで、装備その他についても差違があるような描写は見られない。タルテソス上空でΝ-ノーチラス号の主砲を浴びて撃沈された。期日通りに完成予定であることがガーゴイルへの部下からの報告で述べられていたが（第20話）、実際の登場は36話のみ。
兵装
スーパーキャッチ光線
開発者 - オリジナルは古代アトランティス人、作中のものはネオアトラン技師（ネモの台詞による）。
名称は『ガメラ対宇宙怪獣バイラス』から。
セットされた位相と同一の位相を持つ物質を引き寄せる光線。ノーチラス号を海中から引きずり出す。光線発射機の形状はU字磁石で、赤色と灰色で塗られた上に「N」「S」の文字まで書かれている。
原子振動砲及び超音波砲
開発者 - 古代アトランティス人（ネモの台詞による）
古代ジェリコの壁を破壊したという設定。セットされた位相と同一の位相を持つ物質の原子を振動させ破壊する。ガーフィッシュIIの衝角ですら傷を付けられなかったノーチラス号の装甲板をいとも簡単に破壊した。外見は『フランケンシュタインの怪獣 サンダ対ガイラ』に登場したメーサー殺獣光線車のオマージュ。
殲滅爆弾ならびに大型殲滅爆弾
開発者 - 不明
殲滅爆弾は空中戦艦の中央部に装備されたシリンダ内部に収められている。ガーフィッシュの魚雷を大きくしたような形状をしており、ガーフィッシュと同様暗い赤と灰色で縞模様に塗られ、先端には不気味な目が描かれている。スーパーキャッチ光線で空中に吊り下げられたノーチラス号にとどめを刺すべく投下されたが、その際1発目は至近距離で爆発した。
大型殲滅爆弾は殲滅爆弾を収めていたシリンダそのもので（予想外な攻撃に、メインキャラクターたちも唖然としていた）、巨大だが予備弾薬も用意されており、投下後に再装填可能。ケルマディック海戦時、ノーチラスからの反撃により発射中の状態で誘爆したが空中戦艦本体は無傷だった（船内で火災は起きていたようであり、ガーゴイルが部下に消火を命じている）。
重力子爆弾
開発者 - 古代アトランティス人（ガーゴイルの台詞による）
タルテソス王国跡地から撤退する際に、Ν-ノーチラス号を破壊せんと同地に撃ち込まれた爆弾。核兵器並みの威力を誇り、タルテソス王国跡地を消滅させるも、Ν-ノーチラス号自体は後述の弾道トンネルに退避しており無事であった。反応兵器であるらしく、放射能の影響は無いらしい。劇中では光弾が空中戦艦からタルテソス跡地に飛ぶ描写のみで形状や発射方法は不明。
カノン砲
開発者 - （おそらく）ネオアトラン技師
ブーム下部から突き出る半球状の砲塔に収められた大型連装砲。特にこれと言った特徴は無いが大威力。タルテソス王国跡地でジャンたちを狙撃した。
電磁バリア
開発者 - 古代アトランティス人
ノーチラス号の攻撃をことごとく防ぐ防御障壁。本体下部に展開されているようだが、殲滅爆弾発射時には解除されるため、その隙を突いてサンソンが殲滅爆弾を狙撃した。なお、出力の関係からか実体弾は防げてもビームは防げないらしく、タルテソスでは電子砲の直撃を受けて二番艦が轟沈している。
トラクタービーム
開発者 - 古代アトランティス人
ナディアを捉えた牽引光線。パラボラアンテナ型発振機から、リング状のエフェクトと共に放たれる。

バベルの塔（第7話）
開発者 - ネオアトラン技師
恒星間レーザー通信装置を反射衛星砲に転用したもので、旧約聖書にあるバベルの塔を再現したレプリカ。発掘した（設定書では「ソロモン王の墓所から、我々が発掘したのだ!」とガーゴイルが説明している）射撃制御盤と、その制御に人造オリハルコンと呼ばれるブルーウォーターを復元したもの（ただし大きさは巨大になった）を使用している。その威力は大きく、小島（バルゲリア島）を消し飛ばした。ナディアたちを奪還され、さらにノーチラス号の侵入を許した際に再度発射を試みたものの、1回目の発射で亀裂が入った人造オリハルコンが再使用に耐えられずに砕け、制御不能となって周囲を誤射して自壊。マハル島の基地ごと消滅した。
タルテソス王国（ブルーノア）やアトランティス、レッドノアにはオリジナルのバベルの塔がある。1万2千年前、古代アトランティス人の内戦で使用され、古代アトランティス文明を崩壊させた曰くつきの兵器である。また派生兵器としてPCゲーム版ではバベルの森と呼ばれる兵器も登場している。
バベルの塔第2号（おまけ劇場）
開発者 - ネオアトラン技師
ネオ・アトランティスの野望を成し遂げるべく、技術上の問題で壊れた初代バベルの塔に続いて造られたが、ネオ・アトランティスの見学に来たマリーが誤って自爆装置のスイッチを押したがために爆発して終わった。その際ガーゴイルは「渋カジが 山へ行ったら 山火事だ」という俳句を残している。バベルの塔第2号が本編でも着工中であったことがガーゴイルに対する部下からの報告で窺える（第20話）。
レッドノア
正式名 - 「衛星都市レッドノア/ひょうたん島」
開発者 - M78星雲人（絵コンテではメシエ13球状星雲団ブラックホール第三惑星人）
直径12.2kmの真っ赤なアダムスキー型円盤。ガーゴイルは「神聖大要塞」と呼んでいる。惑星オネアミスから地球に来た3機のうちの1機という設定。旧約聖書の創世記のノアの方舟でもある。
バベルの塔のほか、高出力のアクティブレーザー砲や無数の小型レーザー砲などの武装が充実し、火力はΝ-ノーチラス号の50倍以上。1億ボルトの電磁バリアも持ち、Ν-ノーチラス号の外部からの攻撃はほとんど通じなかった。Ν-ノーチラス号と同じく縮退炉を搭載する。1万2千年前の古代アトランティス文明の崩壊後は搭乗者を失い、島に偽装し海をさまよい続けていた。制御には2つのブルーウォーターが必要で、島編では自動で移動、潜行するなどネオ・アトランティスから身を隠していたが、ガーゴイルによりナディアとネモのブルーウォーターが奪取された後はネオ皇帝によって支配された。後に洗脳が解けたネオ皇帝によってナディアとネモにブルーウォーターが返された際に支配を解除される。これによって制御を失ったことで地球に落下、最後は大気圏で燃え尽きた。
マリーとイコリーナが帰還に際し、地球に大気圏突入するヱルトリウム級宇宙船を見上げる場面は、『サイボーグ009』のオマージュである。また直径12.2kmは『さらば宇宙戦艦ヤマト』の超巨大戦艦と同じサイズである。
バンダイより発売されたゲーム『新世紀エヴァンゲリオン2』では、ストーリーに沿う形で小笠原諸島海溝に沈んだ物体を引き上げることで第1民族の情報が得られるイベントがあり、関連性は不明だが、これは本作最終回でレッドノアから帰ってきた宇宙船とも思えるものであった。
しもべの星（人工衛星）
正式名 - ルシファー、ミカエルなど、全12基という設定。
開発者 - 古代アトランティス人
バベルの塔から発射されたレーザーを反射させる反射板を備えた古（いにしえ）の人工衛星。銅鐸を思わせるフォルムをしている。これが無いとバベルの塔の高出力レーザーも対象に命中させることができない。古代アトランティス滅亡後の1万2千年間、衛星軌道上を飛び続けていた。ネオ・アトランティスが当初使用していたミカエルはΝ-ノーチラス号の電子砲で撃墜される。その後、新たに制御下におかれたルシファーはΝ-ノーチラス号にレッドノアのバベルの光を浴びせ、大苦戦に追い込んだ。
マハル島支部
開発者 - ネオアトラン技師他
巨大な露天掘り鉱山を利用して創り上げた秘密基地。底部の人工湖中心にバベルの塔。周囲は工場群や発電施設が建ち並び、山頂には支部の本拠たる空中庭園が建設されている。貨物輸送用の軌道が縦横無尽に敷かれており、外洋へ通じる人造湖はガーフィツシュが停泊可能な根拠地になっていた。バベルの塔の崩壊で壊滅。
ガンフィッシュ（劇場版）
開発者 - （おそらく）ギーガー
ギーガーたちの乗る潜水艦。ガーフィッシュとはかけ離れたデザインであるが、色違いながら縞模様に塗られている。詳細は不明であるが、魚雷（色を除いてガーフィッシュ搭載のものと同一）やマジックハンドを搭載している。

### その他のメカニック・生物・舞台など
アトランティス
開発者 - M78星雲人
大西洋海底のナタール海盆にある巨大遺跡で、伝説の大陸アトランティスと同一視されていた。本作での前身は、旧約聖書の『創世記』にある3機のノアの方舟（地球に逃れて来た宇宙船）のうち、最大の1機だったという設定。1万2千年前の古代アトランティス人の内戦で、バベルの塔によって破壊され、海底に沈んだ。第16話でフェイトたちの葬儀のためにノーチラス号が立ち寄った。戦死したノーチラス乗組員たちやエーコーの作ったジャンの父を含むエリーゼ・ル・アーブル号の乗員たちの墓がある。
バベルの塔が遺跡として存在し、超高熱で融解したガラスが散乱している。墓所（沈める墓地）には超巨大なブルーウォーターが安置されており、ナディアのブルーウォーターと共振して光を放っている。
南極基地
開発者 - 古代アトランティス人
資源の宝庫であるとされる南極大陸地下に建設された補給基地。恐竜から進化した爬虫人類など、かつての生物を保存する氷の博物館でもある。
ブルーノア
正式名 - 「衛星都市ブルーノア/タルテソス王国」
開発者 - M78星雲人
名称は『宇宙空母ブルーノア』から。3機のノアの方舟のうちの1機という設定。1万2千年前の古代アトランティス文明崩壊に際しアフリカ大陸に着陸。生き残ったアトランティス人たちがタルテソス王国を築き、その首都となる。13年前、ガーゴイルの野望を阻止するためにネモがバベルの塔を自爆させて王国を滅ぼしたため、ナディアたちの訪問時にはバベルの塔などその機能は停止していた。
弾丸トンネル
開発者：古代アトランティス人
海底に張り巡らされている世界中の海やアトランティス人の古代遺跡を繋ぐ海底トンネル。ネオ・アトランティスの攻撃により浮力を失って大部分を切り離し、クルーを乗せたまま海底へ沈むノーチラス号が偶然海流によりこのトンネルへ流れ込み、旧タルテソス王国地下へ流れ着き生還した。
『緯度0大作戦』に登場した海底トンネルと、松本零士の漫画『潜水艦スーパー99』でヘルメット党が建設した海底高速水道がモチーフである。
クジラ
正式名 - イリオン
開発者 - 古代アトランティス人
ニンゲン創造途中の試作品。生物の中で比較的知能が高いということから採用されたが、うまくいかなかった、という顛末が第37話のガーゴイルの解説で明かされている。
小説『ジャンとナディアのいちばん長い日』によると、この設定は『ムーの白鯨』のオマージュであるらしい。
ニンゲン
正式名 - アダム
開発者 - 古代アトランティス人
『創世記』に登場する最初の人間（アダム）。本作では古代アトランティス人によりそのしもべとして使用するべく開発されたが、小型化に失敗したために実用化は不可能となり、他の人間の試作品とともにレッドノアに保存されていた。結果としてアトランティス人はゼロからの開発を断念し、地球上に存在していた類人猿を改造して人間を作ることとなる。
巨大オウムガイ
物資補給のために南極基地へ向かっていたノーチラス号を襲ったオウムガイ（ラテン語訳でノーチラス）。ノーチラス号を縄張りへの侵入者と見なしてブリッジ部分に組みつき、触手で硬化テクタイト製の窓を破壊してなお艦体を締め上げるなど、細長いながらも巨大な体躯と怪力を併せ持つ。一般的な魚介類が死滅する海底火山帯の劣悪な環境で生き延びていたうえ、ノーチラス号の放った高圧電流や氷山への体当たり攻撃にも耐えていたが、ネモの指示でノーチラス号が接近した噴火口付近では呼吸ができなくなり、ようやく離れていった。
マハル島
大西洋ベルデ諸島にあると設定された小島。マリーが住んでいた。ネオ・アトランティスに占拠され、その秘密基地としてバベルの塔が建設されたが、壊滅する。前述の「マハル島支部」も参照のこと。
リーフ64
海底洞窟。ブリッジのコンソールでは"REEF 64"（reef=暗礁）と表記されていた。ナディアとマリーが灼熱病に感染した際にノーチラス号が向かった場所であり、解熱効果のある薬草が生えている。外界から隔絶され、巨大古代魚ディニクチス（ダンクルオステウス）などの太古の生物が生息している。
名称は『トップをねらえ!』に登場した同名の恒星から。
リンカーン島
「南の島編」前半の舞台。ナディアらが乗ったノーチラス号の船長室が辿り着いた島で、珊瑚礁に囲まれた無人の孤島である。撃破されたガーフィッシュの残骸が浜辺に打ち上げられていた。名称は『神秘の島』から。物語上では奴隷解放宣言を行ったアメリカ合衆国大統領エイブラハム・リンカーンにあやかり、ナディアが命名したことになっている。
ひょうたん島
「南の島編」後半の舞台で、名称は『ひょっこりひょうたん島』より。リンカーン島の前に突如現れたひょうたん型の移動島。嵐でリンカーン島の住居その他を失ったナディアらが移住する。その正体は巨大円盤に土砂が堆積した物で、第31話で内部へナディアを一方的に「保護」すると同時に、上部の堆積物を剥離させて潜行モードへ移行した。「レッドノア」も参照のこと。
スカラブ号
開発者 - 19世紀人
ゴンザレスの使用する四輪装甲車。単装の砲塔を1基持っており、後部にキャンピングカーを牽引している。
エッフェル塔
設計 - ギュスターヴ・エッフェル
第1話でナディアとジャンが初めて会話した場所。のちにパリ上空で行われたΝ-ノーチラス号とレッドノアの戦闘（「パリ円盤事件」）中にレッドノアが放ったアクティブレーザーにより破壊されたが、後日談によると1895年に「第2エッフェル塔」という名称で全く同じに再建された。

## スタッフ
- 原案 - ジュール・ヴェルヌ作『海底二万マイル』（海底二万里）[6]、『神秘の島』
- 総監督 - 庵野秀明[6]
- 監督 - 樋口真嗣（第23話 - 第39話）
- シリーズ構成 - 大川久男
- キャラクターデザイン - 貞本義行[6]
- 設定 - 前田真宏
- 美術監督 - 菊池正典、佐々木洋（第1 - 33話）、小倉宏昌（第34 - 39話）
- 色彩設定 - 高星晴美
- メカ作監 - 増尾昭一
- 編集 - 古川雅士 → 尾形治敏 → 薩川昭夫
- 音楽 - 鷺巣詩郎[6]
- 音響監督 - 清水勝則
- 効果 - 野口透（アニメサウンドプロダクション）
- 録音調整 - 成清量、西澤規夫（第5 - 39話）
- 録音助手 - 武藤雅人
- 録音スタジオ - 整音スタジオ
- 録音制作 - ザックプロモーション
- エピローグ作画 - 本田雄（第39話）
- 制作 - 久保田弘、丸山健一（第1 - 22話）、吉田圭一郎（第23 - 39話）
- アニメーション - 東宝、KORAD（韓国）
- アニメーション協力 - グループ・タック、GAINAX、世映動画（現：同友アニメーション）
- 共同制作 - NHKエンタープライズ、総合ビジョン
- 企画制作（第1 - 28話）→制作著作（第29 - 39話） - NHK

## 主題歌
オープニングテーマ「ブルーウォーター」
作詞 - 来生えつこ / 作曲 - 井上ヨシマサ / 編曲 - ジョー・リノイエ / 歌 - 森川美穂
第13話では挿入歌として使用された。
エンディングテーマ「Yes, I will...」
作詞・歌 - 森川美穂 / 作曲・編曲 - ジョー・リノイエ

### 挿入歌
「マーメイド・メモリー」
作詞・歌 - 早見優 / 作曲 - 松尾清憲 / 編曲 - JEFF ROBER
「愛の3人組」（第34話）
作詞 - HIDE＆シンディー♡ / 作曲・編曲 - 鷺巣詩郎 / 歌 - 桜井敏治、滝沢久美子、堀内賢雄
「レッツ・ゴー・ジャンくん」（第34話）
作詞 - 庵野秀明 / 作曲・編曲 - 鷺巣詩郎 / 歌 - 日髙のり子
「どうしてそうなの?」（第34話）
作詞 - 澤地隆 / 作曲・編曲 - 鷺巣詩郎 / 歌 - 水谷優子
「海よりも優しく」（第34話）
作詞 - 澤地隆 / 作曲・編曲 - 鷺巣詩郎 / 歌 - 鷹森淑乃
「いとしのナディア♥」（第34話）
作詞 - 大川久男、梅野かおる / 作曲・編曲 - 鷺巣詩郎 / 歌 - 日高のり子
「はじめての恋」（第34話）
作詞 - 日高のり子、鷹森淑乃、庵野秀明 / 作曲・編曲 - 鷺巣詩郎 / 歌 - 鷹森淑乃、日高のり子
「REAL HEART」
作詞 - 姫沙子 / 作曲 - 伊秩弘将 / 編曲 - 船山基紀 / 歌 - 松下里美
「恋人がいる時間」
作詞 - 姫沙子 / 作曲 - 伊秩弘将 / 編曲 - 船山基紀 / 歌 - 松下里美
「FAMILIES」
作詞 - 鈴木慶一 / 作曲・編曲 - 鈴木慶一、高橋幸宏 / 歌 - 桐島かれん
「出会いは高所恐怖症」
作詞 - HIDE＆シンディー♡ / 作曲・編曲 - 鷺巣詩郎 / 歌 - 鷹森淑乃
「レッツ・ゴー・ジャン君'91」
作詞 - HIDE＆シンディー♡ / 作曲・編曲 - 鷺巣詩郎 / 歌 - 日高のり子
「人生行路のマーチ」
作詞 - HIDE＆シンディー♡ / 作曲・編曲 - 鷺巣詩郎 / 歌 - 水谷優子
「我らの万能潜水艦ノーチラス号」
作詞 - HIDE＆シンディー♡ / 作曲・編曲 - 田中公平 / 歌 - 大塚明夫、井上喜久子、松本保典
「たびだちのうた」
作詞 - HIDE＆シンディー♡ / 作曲・編曲 - 田中公平 / 歌 - 桜井敏治、滝沢久美子、堀内賢雄
「レッツ・ゴー・エレクトラさん」
作詞 - HIDE＆シンディー♡ / 作曲・編曲 - 鷺巣詩郎 / 歌 - 井上喜久子
「愛の花園」
作詞 - HIDE＆シンディー♡ / 作曲・編曲 - 鷺巣詩郎 / 歌 - 松本保典
「生きてくれ」
作詞 - HIDE＆シンディー♡ / 作曲・編曲 - 鷺巣詩郎 / 歌 - 大塚明夫
「本命盤 恨み舟」
作詞 - 渡辺満里夫兄弟 / 作曲・編曲 - 鷺巣詩郎 / 歌 - 清川元夢
「FIRST♥CONTACT」
作詞 - HIDE＆シンディー♡ / 作曲・編曲 - 鷺巣詩郎 / 歌 - 鷹森淑乃、日高のり子、水谷優子
「我らの万能戦艦Ν-ノーチラス号」
作詞 - HIDE＆シンディー♡ / 作曲・編曲 - 鷺巣詩郎 / 歌 - 日高のり子、桜井敏治、滝沢久美子、大塚明夫、井上喜久子、松本保典、島香裕、田原アルノ、前田真宏、今掛勇、中山岳洋、樋口真嗣、庵野秀明
「真夏の恋人」
作詞 - HIDE＆シンディー♡ / 作曲・編曲 - 鷺巣詩郎 / 歌 - 水谷優子、堀内賢雄
「BYE BYE BLUE WATER」
作詞 - HIDE＆シンディー♡ / 作曲・編曲 - 鷺巣詩郎 / 歌 - 鷹森淑乃、日高のり子、水谷優子、桜井敏治、滝沢久美子、堀内賢雄、大塚明夫、井上喜久子、松本保典、島香裕、田原アルノ、清川元夢、前田真宏、今掛勇、中山岳洋、樋口真嗣、庵野秀明、藤田純二

### オープニングとアバンタイトルについて
本編に入るまでの映像構成は、以下の通りである。
- 第1話：オープニングの前にアバンタイトルが存在。ナレーションは羽佐間道夫。海外での放送分についてはそれ以外の回でもアバンタイトルが存在する場合がある。
- 第2話から第35話：オープニング終了後、前回までの粗筋を解説するシーンがある。ナレーションは第2話から第23話までが清川元夢、第24話から第35話までが井上喜久子による（再放送については一部変更あり）。
- 第36話から最終話：オープニングの映像の一部が異なっている。

## 各話リスト
| 話数   | サブタイトル                | 脚本                | 絵コンテ          | 演出                  | 作画監督                              | 放送日         |
| ------ | --------------------------- | ------------------- | ----------------- | --------------------- | ------------------------------------- | -------------- |
| 第1話  | エッフェル塔の少女          | 大川久男            | 森川滋 庵野秀明   | 森川滋                | 鈴木俊二                              | 1990年 4月13日 |
| 第2話  | 小さな逃亡者                | 大川久男            | 増尾昭一          | 増尾昭一              | 窪岡俊之                              | 4月20日        |
| 第3話  | 謎の大海獣                  | 大川久男            | 摩砂雪            | 摩砂雪                | 鈴木俊二                              | 4月27日        |
| 第4話  | 万能潜水艦ノーチラス号      | 大川久男            | 米谷良和          | 米谷良和              | 竹内啓                                | 5月4日         |
| 第5話  | マリーの島                  | 大川久男            | もりたけし        | ますなりこうじ        | 松原秀典                              | 5月11日        |
| 第6話  | 孤島の要塞                  | 大川久男            | もりたけし        | もりたけし            | 阿部司                                | 5月18日        |
| 第7話  | バベルの塔                  | 大川久男            | 垂永士            | 佐々木裕之            | 川名久美子                            | 5月25日        |
| 第8話  | ナディア救出作戦            | 大川久男            | もりたけし        | もりたけし            | 鈴木俊二 貞本義行                     | 6月1日         |
| 第9話  | ネモの秘密                  | 大川久男            | 庵野秀明 根本清   | 鈴木幸雄              | 釘宮洋                                | 6月8日         |
| 第10話 | グラタンの活躍              | 大川久男            | 池上誉優 前田真宏 | 神谷純                | 川名久美子                            | 6月15日        |
| 第11話 | ノーチラス号の新入生        | 大川久男            | もりたけし        | 佐々木裕之            | 加瀬政広 平松禎史                     | 6月22日        |
| 第12話 | グランディスの初恋          | 大川久男            | 窪岡俊之          | 窪岡俊之              | 鈴木俊二                              | 7月6日         |
| 第13話 | 走れ!マリー                 | 大川久男            | 摩砂雪            | もりたけし            | 柳田義明                              | 7月13日        |
| 第14話 | ディニクチスの谷            | 大川久男            | 鈴木幸雄 根本清   | 鈴木幸雄              | 釘宮洋                                | 7月20日        |
| 第15話 | ノーチラス最大の危機        | 大川久男            | 鈴木幸雄          | 鈴木幸雄              | 加瀬政広 平松禎史                     | 7月27日        |
| 第16話 | 消えた大陸の秘密            | 大川久男            | 前田真宏          | 根本清                | 川名久美子                            | 8月24日        |
| 第17話 | ジャンの新発明              | 大川久男            | もりたけし        | もりたけし            | 円瀬克英                              | 8月31日        |
| 第18話 | ノーチラス対ノーチラス号    | 大川久男 梅野かおる | 孩菜来子          | 牧野滋人              | 釘宮洋                                | 9月7日         |
| 第19話 | ネモの親友                  | 大川久男 梅野かおる | もりたけし        | 川端蓮司              | 高田耕一                              | 9月14日        |
| 第20話 | ジャンの失敗                | 大川久男 梅野かおる | 摩砂雪            | 根本清                | 窪岡俊之                              | 9月21日        |
| 第21話 | さよなら…ノーチラス号       | 大川久男 梅野かおる | 樋口真嗣          | 高山文彦              | 貞本義行                              | 10月26日       |
| 第22話 | 裏切りのエレクトラ          | 大川久男 梅野かおる | 前田真宏          | 森川滋                | 鈴木俊二                              | 11月2日        |
| 第23話 | 小さな漂流者                | 大川久男 梅野かおる | 浦野寛徳          | 浦野寛徳              | 浦野寛徳                              | 11月9日        |
| 第24話 | リンカーン島                | 大川久男 梅野かおる | 根本清            | 牧野滋人              | 小泉昇                                | 11月16日       |
| 第25話 | はじめてのキス              | 大川久男 梅野かおる | 樋口真嗣          | 粟井重紀              | 中沢一登                              | 11月30日       |
| 第26話 | ひとりぼっちのキング        | 大川久男 梅野かおる | 樋口真嗣          | 川端蓮司              | 高田耕一                              | 12月7日        |
| 第27話 | 魔女のいる島                | 大川久男 梅野かおる | 浦野寛徳          | 宇田忠順              | 金世昌（世映動画）                    | 12月14日       |
| 第28話 | 流され島                    | 大川久男 梅野かおる | 摩砂雪 樋口真嗣   | 川端蓮司              | 白南烈                                | 12月21日       |
| 第29話 | キング対キング              | 大川久男 梅野かおる | 根本清 摩砂雪     | 牧野滋人              | 小泉昇                                | 1991年 1月11日 |
| 第30話 | 地底の迷路                  | 大川久男 梅野かおる | 樋口真嗣          | 根本清                | 本田雄                                | 1月25日        |
| 第31話 | さらば、レッドノア          | 大川久男 梅野かおる | 窪岡俊之          | 星野寛満              | 鶴巻和哉                              | 2月1日         |
| 第32話 | ナディアの初恋…?            | 大川久男 梅野かおる | 浦野寛徳          | 星野寛満              | 野口啓生                              | 2月8日         |
| 第33話 | キング救助作戦              | 大川久男 梅野かおる | 摩砂雪            | 川端蓮司              | 高田耕一                              | 2月15日        |
| 第34話 | いとしのナディア♥（総集編） | 大川久男 梅野かおる | いぬまくら        | 宇田忠順 岡本悲八     | 金世昌（世映動画） 空母そ・そ・そ・そ | 2月22日        |
| 第35話 | ブルー・ウォーターの秘密    | 大川久男 梅野かおる | 前田真宏          | 星野寛満 まえだまひろ | 本田雄                                | 3月1日         |
| 第36話 | 万能戦艦Ν-ノーチラス号      | 大川久男 梅野かおる | 摩砂雪            | 星野寛満              | 窪岡俊之                              | 3月8日         |
| 第37話 | ネオ皇帝                    | 大川久男 梅野かおる | 浦野寛徳          | 牧野滋人 犬枕王       | 小泉昇 あんのひであき                 | 3月29日        |
| 第38話 | 宇宙（そら）へ…             | 大川久男 梅野かおる | 樋口真嗣          | 摩砂雪                | 鈴木俊二                              | 4月5日         |
| 第39話 | 星を継ぐ者…                 | 大川久男 梅野かおる | 窪岡俊之          | もりたけし            | 鈴木俊二 貞本義行 鶴巻和哉            | 4月12日        |

- ふしぎの海のナディアが再放送された年
  - 2004年4月7日から同年12月29日にかけてリメイク版放送。
  - 2012年4月7日から2013年1月19日にかけてデジタルリマスター版放送。
2004年度の水曜日と2012年度の土曜日の日付が同じであるため、第16話までは放送日が同じとなったが、2012年は高校野球中継による休止を挟んだため、第17話以降は放送日が3週間ずれた。

### 特別番組
ふしぎの海のナディア徹底研究! 見どころ大公開スペシャル
2012年4月7日よりNHK Eテレにてデジタルリマスター版を放送するにあたり、同年3月31日に放送された特別番組。デジタルリマスター作業による修復前と修復後の映像の違い・キャラクター・スタッフ・メカニックなどが紹介された。
出演者は、SDN48の佐藤由香理（進行役）・ガイナックス元社長の岡田斗司夫（コメンテーター）・ナディア役の鷹森淑乃（ゲスト）・ジャン役の日高のり子（ゲスト）・サンソン役の堀内賢雄（ゲスト）・エレクトラ役の井上喜久子（ナレーター）・アニメ評論家の氷川竜介（コメンテーター）。

### 特別企画
第27回東京国際映画祭
東京国際映画祭の企画で「庵野秀明の世界」が開催。同作のデジタルリマスター・オリジナル版の10話がTOHOシネマズ日本橋でスクリーン上映された。

## 日本国外での放送
アメリカ、カナダ（英語名：Nadia, The Secret of Blue Water、ナディア、ブルー・ウォーターの秘密）
アニメ・ネットワーク（Anime Network）
フランス（フランス語名：Nadia, le secret de l'eau bleue、ナディア、ブルー・ウォーターの秘密）
La Cinq、NT1、AB1、Mangas、Game One
ドイツ（ドイツ語名：Die Macht des Zaubersteins、魔法の石の力）
RTL II
イタリア（イタリア語名：Nadia - Il mistero della pietra azzurra、ナディア、不思議な青い石）
Italia 1、Rete 4
- 第34話「いとしのナディア♥」は未放映。

スペイン（スペイン語）
テレシンコ、Canal Super3（カタルーニャ語圏）
アラブ世界（アラビア語名：الماسة الزرقاء、青いダイヤモンド）
Spacetoon
大韓民国（朝鮮語名：나디아、ナディア）
文化放送(MBC)
- 第34話「いとしのナディア♥」は未放映。

トゥーニヴァース
- 声優陣を当時のトゥーニヴァース専属声優を追加して吹き替え直し、第34話「いとしのナディア♥」も放映した完全ノーカット吹き替え版。

中華民国（中国語名繁体字：海底兩萬哩、冒險少女蘭麗亞、海底2万海里、冒険少女ナディア）
中国電視公司、中都卡通台、JET TV、衛視中文台
- 中国語圏では地域によってタイトルが異なる。
- 台湾で衛視中文台放送でのタイトルは、「冒険少女ナディア」（それ以外は「海底2万海里」）。

香港（広東語名繁体字：冒險少女、冒険少女）
無綫電視
中華人民共和国（北京語名簡体字：海底两万里、海底2万海里。1992年から蓝宝石之谜、ブルー・ウォーターの謎）
中国教育電視台
フィリピン
ABS-CBN

## 関連作品

### 劇場版
1991年6月29日に東宝系劇場にて公開された。同時上映は『電影少女 -VIDEO GIRL AI-』。
TV版のラストから3年後を描く。TV版から続投するのはナディアとジャン、グランディス、サンソン、ハンソンの5人だけであり、マリーやキング、エアトン、エレクトラをはじめノーチラス号乗組員はナディアの回想シーン以外では登場しない。この回想シーンは序盤で断続的に30分ほど続き、絵はTV版の流用である。TV版最終回で存在が明かされた、エレクトラとネモ船長の子供も登場しない。
当初はガイナックスが制作する予定だったが、監督の庵野はTV版で燃え尽きたとして担当せず、プロットとキャラクターデザインを作った段階でガイナックスは予算を使い果たしてなお完成させることができず、残りをグループ・タックが制作した。ガイナックスはプロットとデザインのほか、劇中のTV版ダイジェストの編集のみを担当。武田康廣の回想録によれば、このときグループ・タックに踏み倒した格好の5千万円が返済されるのは『新世紀エヴァンゲリオン』のヒット以降になる。

#### あらすじ（劇場版）
ネオ・アトランティスとの戦いから3年後、ナディアはロンドンのプラネット・タイムズ紙に見習い記者として勤務していたが、未だに編集長からはお茶汲みを仰せつかるだけの雑用係と見られていた。この頃、軍部や政財界の要人が衆人環視の中、突然体中から煙を噴きだし、着衣を残して肉体が蒸発するという怪事件が世界各国で頻発していた。

#### 登場人物（劇場版）
ファジィ
声 - 伊藤つかさ
本作の準ヒロイン兼キーパーソン。大人しい性格。ル・アーヴルの海岸に打ち上げられていたのを、偶然見つけたジャンに保護される。実は、父（アルベルト）が死んだ娘の仮初めとして、自らが発見した生命エネルギーの技術を使って創り出した人造人間。ジャンに懐いている。
アルベルト・ウーラー博士
声 - 大木民夫
ファジィの父。生命エネルギーの研究の結果、人造生命を産み出すことに成功したと公表するも、神の教えに背く研究として教会などから排撃され、学会などの表舞台から姿を消す。その後、貧困生活の中、夜の仕事に出ていた娘のファジィ（本物）がホワイトチャペルの殺人鬼によって殺され、娘の身代わりとしてファジィ（人造人間）を創り出す。不遇な境遇への絶望から人類や世界を憎むようになり、ギーガーの世界征服計画に勧誘され参加する。娘代わりの人形と蔑んでいたファジィの真意を知ることで、自らの愚行を悟り、基地を道連れに自爆した。
ギーガー
声 - 大塚周夫
ネオ・アトランティス残党の一組織のボス。ガーゴイルを超科学に溺れた負け犬と蔑む。冷酷で狡猾な男であり、作戦に失敗した部下や人造人間の管理に不手際が生じた部下を容赦なく射殺するなど、ガーゴイルに負けず劣らずの性格。ウーラー博士の協力で創りだした列強各国の要人そっくりで自分の命令どおりに動く人造人間と本物とをすり替え、人造人間に列強間の軍事的緊張を高めさせて世界大戦を引き起こし、世界人口の「間引き」を行うと共に列強を疲弊させ、その間隙を突くという形で世界征服を企むも、アルベルトがタンゴタンゴ島基地の自爆装置を発動させ、人造人間たちが消滅。最後はグラタンで脱出しようとしていたナディアたちを潜水艦で雷撃しようとしたが、折れた生命の塔（生命エネルギー生成装置）に押し潰され、狂乱しながら死亡。
フライ
声 - 池田秀一（ナレーターも兼任）
ネオ・アトランティス残党で、ギーガーの部下。ガーゴイルの失敗に懲りたようで、「いつ成功するか分からない世界征服よりも目先の金」のためにギーガーを裏切り、ギーガーの作戦計画とその証拠の書類を、ロンドンのプラネット・タイムズ紙に高く売り込もうとする。作戦計画の書類をナディアに託した直後、ギーガーの放った追っ手に射殺される。ファジィをタンゴタンゴ島から連れ出したのは彼である。

#### スタッフ（劇場版）
- 製作 - 大橋雄吉、一村眞司、樋口英樹
- 企画 - 久保田弘
- 監督 - 青野昌
- 脚本 - 梅野かおる
- 構成 - 森川滋
- キャラクターデザイン - 貞本義行、高田耕一
- 絵コンテ - 河原祐二
- 作画監督 - 高田耕一
- 作画監督補佐 - 太田雅彦、長野伸明
- 色彩設定 - 七星おとめ
- 色彩設定助手 - 舟塚美智子
- 動画 - 李載旭（世映動画）
- 背景 - 朴在玄（世映動画）
- 背景助手 - 本間薫、渡辺由美
- 美術監督 - 菊地正典
- 音楽 - 鷺巣詩郎
- 音響監督 - 清水勝則
- 音響効果 - 野口透
- 録音 - 成清量、西澤規夫
- スタジオ - 整音スタジオ
- 音響制作 - ザック・プロモーション
- 音楽製作 - 東宝音楽出版、総合音楽出版
- 音楽制作 - ユーメックス
- 音楽プロデューサー - 大石稀哉、藤田純二
- サウンドトラック盤 - 東芝EMI
- 撮影 - 崔東燮（世映動画）
- タイトル撮影 - フレームポット
- 編集 - 古川雅士
- 編集助手 - 松尾浩
- タイトル - 片山悟
- 現像 - 世邦現像（韓国）、IMAGICA
- 制作デスク - 兼坂ねぶり
- 制作進行 - 土屋研
- 宣伝プロデューサー - 服部街宇
- 制作 - グループ・タック
- 制作協力 - GAINAX、世映動画（現：同友アニメーション）
- 制作 - 東宝、イチムラコレクション、総合ビジョン

#### 主題歌（劇場版）
オープニングテーマ「微笑みがいつか」
作詞 - 松下里美、野村みき / 作曲 - 上田知華 / 編曲 - 中村哲 / 歌 - 松下里美
エンディングテーマ「My Precious Trick Star〜優しさをくれたあなたへ〜」
作詞 - KINUKO / 作曲 - 鷺巣詩郎 / 編曲 - 葉山剛 / 歌 - SILK
挿入歌「愛はどこへゆくの」
作詞 - 戸沢暢美 / 作曲 - 上田知華 / 編曲 - 鮓谷喜也 / 歌 - 松下里美

### 書籍
フィルムコミック ふしぎの海のナディア 全6巻 徳間書店
アニメの画面を漫画スタイルに再構成。
小説 ふしぎの海のナディア 上・中・下
TVアニメ版のノベライズ。ただし主要ストーリーをなぞるのみで、除外されている各種エピソードも多い。
- 上「青い光を抱いたプリンセス」1990年12月、徳間書店、ISBN 4-19-669640-6
- 中「未来を夢みる大海戦」1991年1月、徳間書店、ISBN 4-19-669641-4
- 下「はるかなる高い空」1991年3月、徳間書店、ISBN 4-19-669644-9

小説 NADIA THE MOVIE ふしぎの海のナディア 海から来た妖精
1991年6月、徳間書店、ISBN 4-19-669645-7
映画版のノベライズ。
ナディアストーリーズ
書き下ろしストーリーによる番外編。徳間アニメージュ文庫より発刊。全巻ともに小林弘利著。
ジャンとナディアのいちばん長い日
1992年9月、ISBN 4-19-669658-9
ジャンとナディアの結婚式を執り行う通知が、あの激戦を生き残った仲間たちの元に届けられた。喜び合う仲間たちだったが、その矢先にナディアが失踪。ジャンは探偵社を開いていたグランディスたちの元に出向き、ナディアの捜索に乗り出す。
ところが、この事件の裏にはアトランティス復活を恐れる、もう一つの古代文明の生き残り「超自然文明・ムウ」の存在があった。かつてアトランティス以前に地球に降り立って超能力による超自然文明を築きながらアトランティスによって滅ぼされた彼らは、ジャンの科学者としての才能とナディアのアトランティスの血が結びつくことを怖れ、2人を引き離すことを画策。催眠術でナディアの記憶を消し、はるか遠くへと連れ去った。2人の間に沸き起こる最後の試練と、「アトランティス」と「地球」にまつわる古代文明の最後の因縁を描く。
新メカとして自動車会社社長になったハンソンが開発した「グラスパ」こと、空飛ぶ万能自動車「グランディス・スーパーカー」が登場する。
ふしぎの森のマリー
1992年12月、ISBN 4-19-669662-7
マリーは学校を退学した後、看護婦資格を得てとある村の療養所に勤務することとなった。そこでマリーは優しいながらもどこか陰のある盲目の不思議な男性・シュミッツに惹かれる。同時期、グランディス探偵社では仕事上のトラブルが原因でサンソンが重傷を負う。リハビリのために彼らが医者に紹介されて向かったのはマリーの勤務する療養所だった。
見違えるように美しく成長したマリーの初恋と、そんな彼女に惹かれるサンソンの苦しみを描く物語。新婚時代のジャンとナディアも登場。

ふしぎの海のナディア 絵コンテ全集 THE SECRET OF BLUE WATER COMPLETE CONTINUITY BOOK 全9巻 ガイナックス責任編集 1992年3月
1 - 8巻は放映作品。9巻は全巻セット購入者特典で、おまけ劇場とラストNGコンテなど。9巻は庵野の直筆サイン入りだった。
徳間アニメ絵本 ふしぎの海のナディア 上・下
アニメ本編の絵を使った絵本。ストーリーも一部簡略化され、低年齢層向きの文章表現になっている（1991年1月、ISBN 4-19-704445-3 / 1991年6月、ISBN 4-19-364584-3）。
コミック ブルーウォーター
1992年、サイバーコミックスEX、バンダイ、ISBN 4-89189-210-2
アンソロジーコミック集。作家陣は矢野健太郎、富本たつや、西川伸司、環望、MON-MON、伊藤明弘、きお誠児、山下いくと、ふじいあきこ、杉山元章、ここまひ、森下薫、マイケル原腸、武林武士、山吹ショウマ、緋井斑点、松浦まさふみ、夢月なな、伊藤洋行、船戸ひとし、藤宮幸弘、なかむらたけひこ、赤山としふみ、恋緒みなと、高澤秀英らが参加。
ふしぎの海のナディア コミックアンソロジー
2012年、KADOKAWAカドカワコミックス・エース。

### プラモデル
1990 バンダイ Secret OF BLUE WATER
1/700潜水艦ノーチラス号と1/20ナディアフィギュアのセット。
スナップ式カラーモデル。潜水艦もフィギュアもバンダイらしい高い彫刻技術で作られている。フィギュアは顔も小さく塗装で「再現」するのはかなり高度なテクニックがいる。日本製。発売当時のものは組み立て説明書がナディアとネモ、ノーチラスの描かれた大型ポスターになっていた。

### CD
Bye Bye Blue Water（1991年10月30日発売）
- 第0.5話「おめでとう!」（エーコーが歌う「愛の花園」を含む）
- 第22.5話「記念写真」
- 第26.5話「御期待下さい!」
- 第35.5話「復活の日」
- A.D.1900
- A.D.1901
- A.D.1991・東京

Good Luck Nadia 〜Bye Bye Blue Water PART2〜（1993年6月23日発売）
- 第-（マイナス）1話「決意」
- A.D.1901
- A.D.1907
- A.D.1991・吉祥寺
- A.D.1993・吉祥寺
- A.D.1993・渋谷
- A.D.1996・新宿
- A.D.2005・新東京

ナディア関連のCDのうち上記2作品は原作を庵野が担当し、第X話シリーズは本編のすき間を埋めるエピソード、A.D.190Xシリーズは本編の後日談、A.D.1991-2005シリーズはナディアとジャンの4代目の子孫にあたる伊藤ナディアについての物語である。
NADIA COMPLETE SOUND COLLECTION（1993年3月24日発売）
東芝EMI：TYCY5280 - 90
Disc5-8に本編のために作曲されたBGMが未使用分を含めて全部収録されている。
なお数多くあるキャラクター・ソングで作詞を担当している「HIDE&シンディー♡」は庵野と樋口のコンビの作詞ペンネームである。また「空母そ・そ・そ・そ」も庵野の作詞ペンネーム。
CD『Music IN Blue Water』収録の「さすらいのエーコー・ウィラン」にはエーコーがノーチラス号に助けられた時の様子が若干描かれており、また同CD収録のキャラクター・ソングの前には、登場人物たちによるコントも収録されている。ブックレットに記載の「BGMリスト」には誤記があり、Mナンバーと収録CDの正しい対応は以下のとおり。
- B-2→V-10、D-7→III-5（2）、MA-51→V-27。

### カセット
やったらこうなっちゃったナディア（1992年3月発売）

### ゲーム
ふしぎの海のナディア（ファミコン版）
1991年3月15日東宝発売。登場キャラクター・メカをユニットとしたシミュレーションRPG。全50面+隠し面あり。
ふしぎの海のナディア（メガドライブ版）
1991年3月19日ナムコ発売。ナディアとの出会いからネオ・アトランティス壊滅までを描いたフィールド移動タイプのアドベンチャーゲームであり、ジャンを主役に据えている。前半のストーリーの流れは概ね原作に沿っているが、ノーチラス号沈没後にΝ-ノーチラス号は登場せず、ノーチラスII世号が登場したり、ジャン、ナディア、グランディス、サンソン、ハンソン、マリー以外のノーチラスクルーは全員死亡するなど、原作シナリオの初期プロットを再現している。
2022年には、同年内発売予定のメガドライブミニ2に収録されることが決まった。
メガドライブミニ2の開発にかかわったセガの奥成洋輔はファミ通とのインタビューの中で、バンダイナムコエンターテインメント（ゲーム部分）、NHKエンタープライズ（原作の版権）、東宝ミュージック（主題歌の著作権）の許諾を得たことを明かしており、この三社のうちのいずれか一つでも許可が下りなかった場合は実現できなかったと話している。
ふしぎの海のナディア（PC-9801版）
1992年3月27日ガイナックス発売。時系列的にはTVシリーズの14話前後にあたるアナザーエピソードを描いたアドベンチャーゲーム。ストーリーは1本道だが、途中の選択により展開が若干変化する。BGMは全てTV本編で使用された曲がFM音源とMIDI音源で再現されている。
あらすじ
偽装された不発魚雷からノーチラス号に潜入したネオ・アトランティスの工作員により捕らえられたナディア。そして毒を盛られ倒れたノーチラスクルーを救うため、ジャンを主人公にサンソン・ハンソン・エーコーだけでノーチラス号を操り、解毒剤に必要な薬草がある北極海を目指す。
ガーフィッシュや、ノーチラス号の同型艦ブラックノーチラスとの戦いを潜り抜け、ジャンたちは辛くも解毒剤を手に入れる。そんなジャンたちにガーゴイルは三日後にメギドの雷と呼ばれるアトランティスの遺産による大都市の破壊を行うと宣言する。ガーゴイルの計画を阻止し、捕らえられているナディア救出のため、ジャンたちはクルーの回復を待つ間もなくバミューダ海域へ向かう。そこで待っていたのは水中用に改造された多数のバベルの塔、バベルの森に守られたネオ・アトランティスの海底要塞だった。米英の連合艦隊がバベルの森による一斉攻撃で壊滅する中、ノーチラス号はバベルの森の攻撃と海底火山に晒され窮地に陥る。しかしついに復帰したメインクルーにノーチラス号を任せ、ジャンはナディアを救うため、バベルの森破壊の決死隊としてフェイトや科学技術部長により改造されたグラタンに乗り込み、海底要塞に侵入する。
ふしぎの海のナディア（X68000版）
1992年10月23日ガイナックス発売。上記と同内容。5"2HD 9枚組

ふしぎの海のナディア（PCエンジンSUPER CD-ROM2版）
1993年1月29日ハドソン発売。沈むノーチラス号から脱出し動く島で生活するジャンたちが、突然現れた「神秘の島」を冒険するという、いわゆる島編（時系列的には29話前後）にあたるアナザーエピソードとなるデジタルコミック。
おまけとしてクイズゲームが収録されており、ナディアとジャン、エレクトラとネモ船長、グランディスとサンソン&ハンソン、さらにはガーゴイルとマリー&キングが進行役としてボケツッコミを交えつつ、物語本編にまつわるクイズを進行していく。
また本編には登場しないネオ・アトランティスの空中戦艦三番艦（名称不明）と四番艦（クォ・ヴァディス）も登場する。
あらすじ
漂流を続ける流され島の前に突如現れた謎の島。そこではガーゴイル配下のゴブリン（声 - 掛川裕彦）が島の住人たちを強制労働させ、大規模な発掘作業を行っていた。一行は島で出会った少女、フィシス（声 - 冬馬由美）とともに冒険を続ける中、この島は旧タルテソス王国を追放された人々の流刑島であることを知る。さらに、ゴブリンが入手をもくろんでいる「神聖戦士グリーンノア」とは、かつて古代アトランティス人がいて座A*で捕獲した宇宙怪獣ギドドンガスであることが明らかになる。ナディアのブルーウォーターを使ってギドドンガス完全復活させ、ガーゴイルからのクーデターをもくろむゴブリンと、それを阻むべくジャンたちの戦いが始まる。
ふしぎの海のナディア（FM TOWNS版）
1993年2月ガイナックス発売。CD-ROM 3枚組。PC-9801版と内容は同じであるが、CD-ROMの大容量を活かし、台詞はフルボイスとなっている。
またエンディングの一部画像が新規のものに差し替えられている。
ふしぎの海のナディア〜Inherit the Bluewater〜（PlayStation 2版）
2005年9月22日サイバーフロント発売。TVアニメのストーリーに、ソフィアとラズという新キャラクターを中心とするエピソードを加えたアドベンチャーゲーム。声優と大まかなストーリーはほぼアニメと同様だが、エアトンが登場しない、アフリカ編のカットなどの違いもある。プレイヤーはジャンとなりストーリーを進めていく。また、主要女性キャラクターには選択肢によって変動する親密度があり、それによって最後にジャンと結ばれる女性が変わる。
新キャラクターは以下のとおり。
ソフィア・ロックヘルド
声 - 門脇舞
金髪碧眼の少女で、アメリカの「技術王」アンドリュー・ロックヘルドの令嬢。本作品のサブヒロイン。かなり行動的な性格で、世界を騒がせている大海獣退治のためにロックヘルド家が組織した私設艦隊に同行していて、万国博覧会を見るためにパリに向かう途中の列車でジャンと出合った（本編ではジャンは船でパリへ向かった）。
口調はいわゆるお嬢様言葉を基本としているが、それは本人曰く「よそ行きの言葉」であり、ジャンをはじめ親しい相手とはくだけた口調で話す。その場合でも相手の名前には、年下のマリーも含めて必ず「さん」をつけて呼ぶ。
幼少より帝王学を仕込まれており、政治などにも詳しい。料理の腕は同じお嬢様育ちのグランディスと肩を並べるほどで、サンソンほどではないが射撃も得意。我がままぶりもナディアに匹敵し、パリで再会した時もジャンを我侭で振り回した上に、ナディアとは似たもの同士であるが徹底した現実主義者であるため、ロマンを優先させる理想主義者のナディアと出会った当初は互いにそりや主義主張が合わず常にいがみ合いっていた。
実は彼女は、古代アトランティスでブルーウォーターを保管するために生み出された古代アトランティス王家のクローンであり、心臓の部分にブルーウォーター（大きさと形状はナディアのそれとほぼ同じ）が保管されている。このため、ナディアのブルーウォーターが赤く点滅するシーンで、それと同調して胸の痛みを訴える（2度ともゲームのオリジナル）。本来の姿は銀髪赤眼だった。アンドリューがトレジャーハンターをしていたころに偶然隆起していた古代アトランティスの遺跡に保管されていたため、アンドリューに養女として引き取られた（アンドリューが世に送り出した新技術自体、このときに手に入れたアトランティスの技術である）。
古代アトランティスの遺跡で自らの出自を思い出した上に、アンドリューがブルーウォーター目当てで自分を引き取ったことを知り、一時は完全に塞ぎこんでいたが、ジャンやナディアの優しさに触れ、元気を取り戻す。ノーチラス号沈没後、（クローンとはいえ）アトランティス王家の血を引きブルーウォーターを持つソフィアが、ブルーウォーターをガーゴイルに奪われたナディアの代わりにレッドノアの主として迎え入れられる。このときソフィアは、本来の姿である銀髪赤眼に戻っている。
そのレッドノアがΝ-ノーチラス号に攻撃を仕掛けたため、レッドノアの暴走を止めるために自分の体からブルーウォーターをえぐりとり、レッドノアを機能停止に追い込む。その後、自分を迎えに来たナディアたちにΝ-ノーチラス号はブルーウォーターがなければ主エンジンが動かないことを伝える（ソフィアは、ネモ船長がブルーウォーターを持っていることを知らなかった）と共に、自分のブルーウォーターを託して息を引き取る。
ソフィアがヒロインとなる場合、クライマックスにおいて本編のジャンと同様、ナディアが3つのブルーウォーターの力によってソフィアを普通の人間として生き返らせる。その後ソフィアは、婿養子にとる形でジャンと結婚。ジャン・ロックヘルドとなったジャンは、アンドリューの跡を継いで技術王と呼ばれるようになる。いわゆる逆玉END。
ラズ
声 - 小林恵美
眼鏡をかけた黒髪の少女で、ソフィアに仕えるメイド兼ボディーガード。常にソフィアと行動を共にし、銃と刀を自在に使いこなす。性格は寡黙にして冷徹で、感情の起伏が乏しく考えが全く読めない。ソフィアに「無礼を働いた」ジャンに銃や刀を突きつけることもしばしば。
その正体はネオ・アトランティスがアンドリューの情報を集めるために放った工作員であり、アンドリュー陣営やノーチラス号の情報を逐次ネオ・アトランティスに通報していた。ソフィア曰く、かつてアンドリューのライバル企業の社長令嬢だったが、会社が倒産したのち同情したアンドリューがソフィア付きのメイドとして雇ったとのことであるが、上記の理由からこの出自がどこまで本当なのかは不明。ソフィアに対しても終始感情を表に出さない冷静な態度をとり続けていたが、レッドノアで再会した際に「手のかかる妹のように思っていた」と発言している点から、悪感情は抱いていなかったもよう。
ケルマディック海溝の戦いのどさくさにまぎれてソフィアとナディアをガーゴイルの空中戦艦に移乗させようとするが、2人の抵抗にあって失敗する。それでも、ナディアのブルーウォーターを入手出来ていたが爆発の衝撃で海へ転落する。その後、Ν-ノーチラス号がレッドノアに突入した際にネオ・アトランティスを裏切ってソフィアを守るが、多勢に無勢で追い詰められ、ネオ・アトランティス兵士を巻き添えにして自爆する。
PC版のみ攻略対象に含まれる。
アンドリュー・ロックヘルド
声 - 木内秀信
アメリカの「技術王」と呼ばれる大富豪にして、ソフィアの父親。
かつてトレジャーハンターをしていたころ、偶然隆起していたアトランティスの遺跡から数々の各種技術を手に入れてそれを基に巨万の富を得るとともに、保存されていたソフィアを見つけ出して養女とした。その後、独自にアトランティスについて調査を進めた結果、ブルーウォーターの存在とソフィアの体内にブルーウォーターが埋め込まれていることを知り（複数個存在することまでは知らなかった）、ブルーウォーターの持つ力を手に入れることを望み、ネオ・アトランティスとの対決姿勢を打ち出すようになる。
アトランティスの遺跡にてソフィアと再会した際に、ソフィアを道具のように見なす発言をし、ソフィアの心を深く傷つける。その後、ネオ・アトランティスのノーチラス号撃沈作戦に私設艦隊の総力をもって介入してノーチラス号を攻撃してブルーウォーターを奪おうとするが、空中戦艦およびガーフィッシュ艦隊の集中砲火を浴びて艦隊は壊滅し、アンドリューも旗艦と命運を共にした。死ぬ間際、ソフィアに対する上記の態度を後悔するようなセリフがあり、完全に本心から物扱いしきれていなかった模様。

ふしぎの海のナディア〜Inherit the Bluewater〜（Windows版）
2006年6月2日サイバーフロント発売。PS2版に特典をつけての移植。攻略対象としてラズとイコリーナが追加されている。
ふしぎの海のナディア 電脳バトル ミス・ノーチラス・コンテスト
『〜Inherit the Bluewater〜』PS2版コレクターズエディションおよびWindows版に特典として付属しているクイズゲーム（単体販売はされず）。クイズは一般教養的内容からガイナックスアニメに関するディープな内容までいろいろある。
ノーチラス号でエーコー主催で開かれるミスコンにおいて、ナディアは自分の優勝を確実にするためにジャンに「お願い（というより命令）」して、他の出場者（マリー、エレクトラ、イコリーナ、ソフィア、ラズ）の衣装を探ることになる。プレイヤーはジャンとなって彼女たちが出題するクイズを解いてどのような衣装でミスコンに出場するかを探るが、その衣装は『新世紀エヴァンゲリオン』や『トップをねらえ!』など、ガイナックスアニメのものである。
新世紀エヴァンゲリオン エヴァと愉快な仲間たち（Windows、SS、PS）
『新世紀エヴァンゲリオン』、『トップをねらえ!』と『ナディア』の登場キャラクターによる麻雀ゲーム。ストーリーモードではプレイヤーはジャンとなり、ナディアの願い（わがまま）を叶えるために麻雀大会に出場する。フリー対戦モードではナディア、ジャン、マリーが使える。
エヴァと愉快な仲間たち 脱衣補完計画!（Windows）
当初ナディアも脱ぐことになっていたが、NHKから許可が下りず、彼女だけ負けても脱がない。
スーパーロボット大戦X（PlayStation 4 / PlayStation Vita）
参戦作品の一作として登場。味方メカとしてグラタンとN-ノーチラス号が登場。ストーリーはノーチラス号沈没後で、異世界「アル・ワース」に転移したナディアたちの物語が基本となっている。
他シリーズ『スーパーロボット大戦α』内にて「可変翼のある宇宙戦艦」としてN-ノーチラス号が話題として登場。書籍『スーパーロボット大戦αを一生楽しむ本』にて「これは絶対に出ないと思う」と記載されたことがある。

### モバイルゲーム
ふしぎの海のナディア アドベンチャー
- 第1話「ふしぎの海のナディア 〜ナディア編〜」
- 第2話「ふしぎの海のナディア 〜北極編〜」
- 第3話「ふしぎの海のナディア 〜メギドの雷編〜」

2006年よりモバイルサイトにてFOMA 900i、901i、902iシリーズ向けに配信された有料ダウンロード・アプリケーション。PC-9801版を移植したアドベンチャーゲーム。提供・ティンマシン。
ふしぎの海のナディア モバイルドラマ
KDDI au WIN端末機種対応
- 第1話「小さな訪問者」（2006年4月28日 開始）
- 第2話「ミスノーチラス大作戦」（2006年6月22日 開始）
- 第3話「ふたりのナディア」（2006年8月31日 開始）

Vodafone live! 3GC（QVGA） 端末専用メガアプリ
- 第1話「小さな訪問者」（2006年6月14日 開始）
- 第2話「ミスノーチラス大作戦」（2006年8月1日 開始）
- 第3話「ふたりのナディア」（2006年10月18日 開始）

2006年よりモバイルサイトにてケータイ向けに配信された有料ダウンロード・アプリケーション。現在は配信を終了している。提供・スペースアウト。

### その他の関連作品
ナディアおまけ劇場 その1 - その10（OVA）
LD-BOX、DVD-BOX、Blu-ray BOXに収録。本作の細かい設定を解説している。監督は庵野、オープニングは前田、佐々木洋が担当。
| 回     | タイトル                                   | 脚本                     | 絵コンテ   | 演出・作画監督 | 原画     | 美術     | 発売日          |
| ------ | ------------------------------------------ | ------------------------ | ---------- | -------------- | -------- | -------- | --------------- |
| その1  | 1889 ナディアの世界―の巻                   | 山口宏 鶴巻和哉 庵野秀明 | 増尾昭一   | 鶴巻和哉       | 菊地康仁 | 菊地正典 | 1991年 12月21日 |
| その2  | これが、ネオ・アトランティスだ!―の巻       | 山口宏 鶴巻和哉 庵野秀明 | 薩川昭夫   | 鶴巻和哉       | 都留稔幸 | 菊地正典 | 1991年 12月21日 |
| その3  | 万能潜水艦ノーチラス号26の秘密―の巻        | 山口宏 鶴巻和哉 庵野秀明 | もりたけし | 鶴巻和哉       | 黒田和也 | 菊地正典 | 1991年 12月21日 |
| その4  | ブルー・ウォーターのだいひみつ―の巻        | 山口宏 鶴巻和哉 庵野秀明 | 樋口真嗣   | 鶴巻和哉       | 合田浩章 | 佐々木洋 | 1991年 12月21日 |
| その5  | 第17.5回 ナディア、ミスコンに出場する―の巻 | 山口宏 鶴巻和哉 庵野秀明 | 鶴巻和哉   | 鶴巻和哉       | 黒田和也 | 菊地正典 | 1991年 12月21日 |
| その6  | ネオ・アトランティスにようこそ―の巻        | 山口宏 鶴巻和哉 庵野秀明 | 前田真宏   | 鶴巻和哉       | 岸田隆宏 | 菊地正典 | 1991年 12月21日 |
| その7  | ナディア超百科―の巻                        | 山口宏 鶴巻和哉 庵野秀明 | 摩砂雪     | 鶴巻和哉       | 今掛勇   | 菊地正典 | 1991年 12月21日 |
| その8  | 夕やけジャンジャン（第52回）―の巻          | 山口宏 鶴巻和哉 庵野秀明 | 樋口真嗣   | 鶴巻和哉       | 本田雄   | 菊地正典 | 1991年 12月21日 |
| その9  | 失われた時を求めて…―の巻                   | 山口宏 鶴巻和哉 庵野秀明 | 鈴木俊二   | 鶴巻和哉       | 今掛勇   | 小倉宏昌 | 1991年 12月21日 |
| その10 | 強さくらべ!!Ν-ノーチラス対レッドノア―の巻  | 山口宏 鶴巻和哉 庵野秀明 | もりたけし | 鶴巻和哉       | 黒田和也 | 菊地正典 | 1991年 12月21日 |

## 関連商品

### DVD
- ふしぎの海のナディア DVD-BOX（2001年10月30日発売）
  - 全話収録。特典フィギュア同梱。
- ふしぎの海のナディア DVD-BOX I（2007年6月1日発売）
  - 第1〜20話収録
- ふしぎの海のナディア DVD-BOX II（2007年10月1日発売）
  - 第21〜39話収録

### Blu-ray
- ふしぎの海のナディア Blu-ray BOX【完全生産限定版】（2011年11月23日発売）
  - 「ナディアおまけ劇場」などの映像特典は収録されているが、本編の次回予告は収録されていない。

### VIDEO CD
- ふしぎの海のナディア VIDEO CD 全10巻（1998年発売）[注 24]
- MultiNadia
  - ビデオCDを利用した映像資料集
  - Vol.1（ナディアコレクション）
  - Vol.2（メカニックセレクション）、【GVCD-002】
  - Vol.3（キャラクターBOX）、【GVCD-003】

### その他の関連商品
テレホンカード（この62種類の中には、『エヴァと愉快な仲間たち』や他作品とのコラボレーション6種類も含む）
- 01（2種類） NHK（番組宣伝用、販売用）
- 02（24種類） NHK VOOK（販売促進用）
- 03（7種類） ニュータイプ（読者プレゼント用） ※GAINAX20thは、コラボレーション。
- 04（5種類） ブロッコリー（販売促進用、限定販売用）
- 05（3種類） ソフマップ（販売促進用） ※エヴァと愉快な仲間たち1種類を含む。
- 06（1種類） ドルフィン山本（販売促進用） ※『エヴァと愉快な仲間たち』
- 07（3種類） メッセサンオー（販売促進用） ※『エヴァと愉快な仲間たち』、綾波レイとのコラボレーション各1種含む。
- 08（2種類） GAINAX （販売促進用） ※GAINAX Festival1999は、コラボレーション。
- 09（2種類） ユーメックス TOSHIBA EMI（販売促進用）
- 10（5種類） ムービック（販売用）
- 11（4種類） 劇場版（限定販売用）
- 12（4種類） 089-092 ARTTELE COLLECTION（販売用）

## エピソード

### 脚本
本編のエンドクレジットの脚本の部分には大川と梅野がクレジットされているが、実際に使われたのは2割程度のアイディア部分で、大半は総監督の庵野以下ガイナックスのスタッフにより大幅に内容が書き換えられている。庵野によると、当初の脚本をひどいと感じていたため、話の格子を残しつつ、勝手にキャラクターやディティールを書き直した。そしてちょっとずつ用意された脚本を使わないようにしていき、最終的には元の脚本を読んですらいなかった。元の脚本では宇宙船（レッドノアやΝ-ノーチラス号など）は出てくる予定は無かった。

### エンディング
エンディングのアニメはセピア調の世界名作劇場風な絵柄だが、そのテーマは「飛行機をジャンたちが追いかけて、もう少しで届きそうなのに、ついに飛行機は飛んでいってしまい、カメラフレームからも外れてしまう。それによって夢というのは、そんなに簡単に実現できるものではない」という辛辣なものであることを庵野は語っている。

### 制作費
ガイナックスに下りて来た制作予算は1話につき約1000万円程度で『トップをねらえ!』とほぼ同じであると当時ガイナックス社長だった岡田斗司夫が後に語っている。「制作費の多くを最初の数話で使ってしまい、その後は資金で非常に苦労した」と後に報道番組で作者らが語っている。また、各話の制作時間がシリーズで一定しておらず、ナディアの作品の質に著しいばらつきがあるのはこのためである。

### NHKサイドとのやりとり
岡田斗司夫のブログによると、あまりにも自由な製作方針に、依頼したNHKのプロデューサーも「何やってもいいよとは言ったけど、ここまでやれと言ったつもりはない!」と、怒りのあまり本当に口から泡を出して入院したという。ただし岡田は、そこまでしても路線変更せずに、最後までやらせてくれたNHKサイドを賞賛している。庵野によるとプロデューサーのもとに交渉に行く際、周囲への根回しをした上で描き直しが間に合わない段階で絵コンテを持っていき「これでダメなら続けられません」と言って認めさせたという。岡田同様に庵野もプロデューサーを最終的には「好きにやらせればおもしろくなりそうだ」と任せてくれた度量の広い人だったと語っている。

### 南の島編・アフリカ編における作画の外注
第23話から第30話までの、ジャンとナディアが南の島に漂着してドタバタを繰り返す回、および第32話から第34話までの、島を脱出した一行がナディアの生まれ故郷に辿り着くまでの回は、作画の質が極めて低く、ストーリー展開も前後の脈絡が不自然であった。
これはスケジュールが遅延したため、全体に作品の質を低くするよりも、あえて捨てる回を作って、重要なエピソードに人的資源を集中してその回の質を高めることを意図したものだった。島編の監督は庵野でなく、樋口が務めている。これらの回の低調な作画は外注によるもので、「島編」などと呼ばれて『ロスト・ユニバース』の第4話「ヤシガニ屠る」などと同様に語り草となった。外注先が大韓民国国営のアニメ製作会社・世映動画であり、韓国人スタッフのクレジットの多くが漢字三文字であったことから「三文字作画」とも揶揄された。特に第34話はほぼ全編が挿入歌のプロモーションビデオ的様相を呈しているが、これはあまりの作画のひどさに庵野が自腹を切って作り直したためで、新しく絵を描き直す余裕も無く、これまでの絵をひたすら繋ぎ合せて編集を行った結果である。そのためか第34話の原画担当者の名前は全てペンネームで記されている。ただし第34話は絵は流用してはいるものの編集に大変な手間がかかっている。編集を担当した薩川によれば編集だけで1曲に12時間、合計で約60時間がかっているという。また薩川自身がオペラが好きなことからロッシーニの『ランスへの旅』を意識した手法がとられている。
後のテレビアニメでも、ストーリーの本筋から離れた寄り道のエピソード全般のことを「島編」と総称することがあるが、これは『機動戦士ガンダム』の第15話「ククルス・ドアンの島」が由来であるとも、本作の南の島編が由来であるとも言われている。
島編の動画の大部分を世映動画が作った理由を当時のガイナックス社長・岡田斗司夫は「最終的には確認してないし、僕にはわからないこと・調査できないこともあって事実だとは断言できないんですけど、状況証拠だけはいっぱいありました」と前置きしたうえで、当時、東宝とグループ・タックのプロデューサーから、ナディアのオンエア2年ほど前に日韓の政府間で「韓国のアニメスタジオにアニメの作り方を教える」という取り決めがなされ、NHKが作るアニメは作画の何%以上は韓国のスタジオに発注し、作画以降の動画と仕上げ、撮影のほとんどの工程をやらせると決まっていたと岡田たちが実際に説明されて「これは国会で決まったことだから」と真顔で言われたと証言している。しかし実際には国会でそのようなことが決まった事実はなく、2年前のNHKの同じ放送枠だった『アニメ三銃士』でNHKが韓国に外注することが1987年3月24日に第108回通常国会衆議院逓信委員会のNHKの運営に関する審議で取り上げれた際は、日本のアニメ産業の空洞化を招くとして国会で問題視されている。質問に立った日本共産党の佐藤祐弘議員は、日本国民からの受信料で運営される公共放送として日本の文化を育てるという見地から韓国への外注をやめて日本国内の業者に発注するよう再検討すべきと迫ったが、答弁したNHKの尾西清重理事は、韓国に外注すると1話あたり100万円から200万円くらい安く上がるとし、国民からの受信料で番組制作をする以上、経済効率を無視する訳にはいかないと述べ、国会で決まったのではなく国会でNHKが弁明したに過ぎない。
- 第34話スタッフ（抜粋）
  - 演出 - 宇田忠順、岡本悲八（薩川昭夫）
  - 絵コンテ - いぬまくら（もりたけし）
  - 作画監督 - 金世昌（世映動画）、空母そ・そ・そ・そ（庵野秀明）
  - 原画 - KAC、マッキィ・F・スタインベック、木木木人建（もりたけし）、マスオさん（増尾昭一）、キング、紫美望、魔砂一（摩砂雪）他
  - 色彩設定 - 高星晴美
  - 編集 - 薩川昭夫
  - 音響監督 - 清水勝則
  - ミキサー - 成清量、西澤規夫
  - 効果 - 野口透
  - アニメーション制作担当 - 頼経康史、村田康人

### 製作スケジュールの余裕の発生
1990年の本放送では中盤以降放送休止が相次ぎ、3クールの放送に、ほぼ1年を要した。中でも第20話と第21話の間は4週間連続で放送が延期となったため、制作スケジュールには余裕が生じた。NHK側から休止が入ると聞かされていたがあれほど放送休止が相次ぐとは思わなかったとガイナックス社長だった岡田は後に語っている。放送休止のために1年間52話の予定が39話に短縮されたと言われることもあったがこれは誤りである。

### 本放送時の放送休止要因
一般には、イラクのクウェート侵攻に関連してニュースの延長による放送休止が相次いだためという情報が知られている。しかし、実際には湾岸危機との関連がない番組の放送による休止の方が多く、放送予定日になって急遽休止になったのは、1990年9月28日、1991年1月18日の2回のみである(尤も、1月18日については湾岸危機関連の特番によるものではある)。
実際の放送休止は、以下の理由による。
- 1990年
  - 6月29日 - 文仁親王と紀子妃の結婚によるニュースの延長
  - 8月3日 - テレビ映画『はるかなるドーバー』放送によるもの
  - 8月10日 - 『とまとくらぶ 片岡鶴太郎が元気な小学生二百人の＂家族写真にビックリ。ものまね対決に冷汗。将来の夢に感激』放送
  - 8月17日 - NHKスペシャル『秘境大シベリア② さいはてに生きる』放送
  - 9月28日 - 各紙夕刊発行後に臨時ニュースが入り、急遽休止になったもの。臨時ニュースの要因は不明だが阪急航空チャーター機墜落事故によるものとされる場合と、金丸訪朝団帰国による特番とされる場合がある。NHKアーカイブスの番組検索によると、7時のニュースが19:57まで延長されたことになっていて独立した特番ではない。
  - 10月5日 - NHKスペシャル『中東・侵攻から2か月・出口なき紛争・アラブの本音・アメリカの戦略』放送
  - 10月12日 - NHKスペシャル『緊急・土地改革 地価は下げられる』放送
  - 10月19日 - NHKスペシャル『徹底討論・中東貢献策・日本は何をなすべきか・与野党政府代表ナマ討論』放送
  - 11月23日 - NHK杯国際フィギュアスケート競技大会中継
  - 12月28日 - NHKスペシャル『銀河宇宙オデッセイ総集編 第2部 夢・母なる宇宙』放送
- 1991年
  - 1月4日 - 『不思議おもしろ生き物大全集』放送
  - 1月18日 - 湾岸危機関連の特番『どうなる湾岸戦争』の放送開始が早まったため
  - 3月15日 - NHKスペシャル『巨大都市・東京をどうする』放送
  - 3月22日 - NHKスペシャル『テレビは戦争をどう伝えたか』放送

### アニメ雑誌との連動
もともと放送休止で放送期間がかなり押していたとはいえ、当初の予定では1991年3月29日に最終話が放映されるはずだった。だが、突然2週に渡りNHKスペシャルの放送が割り込んでしまい（放送休止日に放送された番組としてはNHKスペシャルが7回と最も多い）、最終話の放映は4月12日に延びてしまう。当時の月刊主要アニメ誌である『アニメージュ』『アニメディア』『月刊ニュータイプ』は「3月29日最終回放映」を前提に、4月10日発売の誌面には揃って『ナディア』最終話特集を組んでいた。しかし雑誌発売後に最終回が放送されることになり、表紙が「最終回特集」から「最終回直前特集」に切り替えられることになった。『アニメージュ』に至っては毎年5月号で発表されていた「アニメグランプリ」で当時4冠を達成していたことで特集が組まれていたため、未放映の内容に関する記述が多数見られた。

### スタートレックへの影響
『新スタートレック』の美術設定を担当したマイケル・オクダは本作の大ファンであり、フェイザー銃に関する設定に際して「『fushigi-no-umi』なる超伝導結晶体から発せられるナディオン放射を応用したビーム」と定義づけた。つまり、不思議の海という超伝導結晶体とはブルーウォーターのことで、ナディオン放射はナディアをさす。

### イメージソングと環境ビデオ
NHKの番組のタイムスケジュールにはCM枠がなく、民放感覚で30分アニメを制作すると30分では時間が余るため、本編と次回予告終了後に「イメージソングをバックに自然を扱った環境ビデオ的な映像」が第1話から第37話まで放送されていた。用いられた曲は「Real Heart（松下里美）」「FAMILIES 家庭の構造（桐島かれん）」「どうしてそうなの?（水谷優子）」「海よりも優しく（鷹森淑乃）」「レッツ・ゴー・ジャンくん（日高のり子）」「マーメイド メモリー（早見優）」であり、曲は全てメディアに収録されて発売されているが、映像部分のメディア化は未だなされていない。
なお、こうした環境イメージビデオは、本作だけではなく同時間に放映されていた他のNHKアニメでも存在しており、原作・原題となった物語の舞台の歴史や史跡の紹介を行っていた。NHKはその後、アニメ枠は30分から25分程度に短縮して調節している。

### 『新世紀エヴァンゲリオン』との関連
後年、庵野が発表する作品『新世紀エヴァンゲリオン』は、当時の庵野の構想では、『ふしぎの海のナディア』に準じた世界観上にある続編的物語であった。本作の権利を所有するNHKから版権許可が得られなかったためこの案は実現しなかったが、『エヴァ』の初期の企画書でも『ナディア』の敵役「ガーゴイル」が閃光に触れて塩になってしまったことと「セカンドインパクト」は同種の現象であり、「セカンドインパクト」は「死海蒸発事件」という名になっていた他、特務機関ネルフの前身機関であるゲヒルンは、ネオ・アトランティスの残党の予定だった。また、レッドノア内部にはエヴァンゲリオンの素体を思わせる巨人（アダム）や、それらの骨格、部品などが随所に見られる。『ナディア』最終回では、16個の白い球体（爆発したレッドノアの光玉がそのように見える）が、衛星軌道上から地球各地に飛び散っていくシーンがある（使徒は全部で18種であるが、第二使徒のリリスは月が出来た時から地中に埋没、そのリリスを起源とする第壱拾八使徒のリリンは人間の事）。CD「Good Luck Nadia」ドラマパートにて、西暦2005年の第2新東京でナディアのひ孫である伊藤ナディアとその友人「リツコ」が語り合う場面で「ナディア」の物語は幕を閉じている。『ヱヴァンゲリヲン新劇場版:Q』では本作の劇中音楽の一部が使用されている。

### 他作品に対するオマージュ
- メカニックのデザインモチーフなどは、#メカニック・アイテムなどを参照。

名称のオマージュ
| 名称                 | 作品名                       | 備考      |
| -------------------- | ---------------------------- | --------- |
| ガーフィッシュ       | 『サブマリン707』            | [ 注 26 ] |
| バベルの塔           | 『旧約聖書』創世記           |           |
| ホムガード           | 『サブマリン707』            | [ 注 26 ] |
| M78星雲人            | 『ウルトラマン』             |           |
| アイアンキング       | 『アイアンキング』           |           |
| レッドキング         | 『ウルトラマン』             |           |
| ブラックキング       | 『帰ってきたウルトラマン』   |           |
| バラクーダ号         | 『オーロラの牙』             |           |
| スーパーキャッチ光線 | 『ガメラ対宇宙怪獣バイラス』 |           |
| ブルーノア           | 『宇宙空母ブルーノア』       |           |
| ひょうたん島         | 『ひょっこりひょうたん島』   |           |
| キングザウルス三世   | 『帰ってきたウルトラマン』   | [ 注 27 ] |

### 2004年再放送時における新潟県中越地震への配慮
2004年4月7日よりNHK教育で再放送された際、同年10月23日に発生した新潟県中越地震の直後に放送された第30話では、地震によって地割れが発生する場面がカットされた。翌週は特番によって休止となり、その後は第31話を飛ばして第32話から放送が再開された。第32話冒頭の「これまでのあらすじ」は、第31話から地震に無関係な場面のみを編集し、井上による新録ナレーションを付けたものへ差し替えられた。
なお、この再放送に際して開設された公式ホームページ（2012年にリニューアル）では、第31話のあらすじを掲載している。

### 2012年再放送時における変更
2012年4月7日よりNHKEテレで、デジタルリマスター版として再放送された際、光過敏性発作を起こすと思われるシーンを、スローモーションで基準値以下に、第12話でナディアの着替えシーンが修正され、彼女の乳首を消去するという自主規制が施された。第30回の終盤では地下のシーンで地震による縦揺れが静止画に置き換わったり、エアトン付近の地割れの瞬間がカットされたり、彼の周りの地面が徐々に地割れしていく部分が既に開いたままで静止していた。
2004年再放送時と違って第31話は放送されたが、レッドノアの崩壊シーンが一部カットされている（カットされた分の尺は、冒頭の前回紹介の後に前回の終盤を重ねて補填されている）。なお、後者では放送開始早々に、千葉県北西部を震源とする地震 の発生速報テロップが流れるという一幕もあった。また、第31話最後のガーフィッシュ発見のシーンでは、ガーフィッシュにズームインしたところで本放送時と違って左右が反転され、空から見たシーンにおける航跡の方向のつじつまが合わなくなっていた。
全話ともアイキャッチがカットされている他、第21話は前回のあらすじの解説もカットされている。上記の理由からも放送時間は25分だったが、第39話だけは30分となった。

## 受賞歴
- アニメージュ・アニメグランプリ[47]
  - グランプリ 第13回（1990年）
  - グランプリEDITORS CHOICE 第13回（1990年）
  - サブタイトル部門（第22話、裏切りのエクストラ）第13回（1990年）
  - 女性キャラクター部門（ナディア）第13回（1990年）第14回（1991年）
  - アニメソング部門（ブルーウォーター）第13回（1990年）
  - 歴代ベストワン作品部門 第18回（1995年）第19回（1996年）